# Francesco Guccini

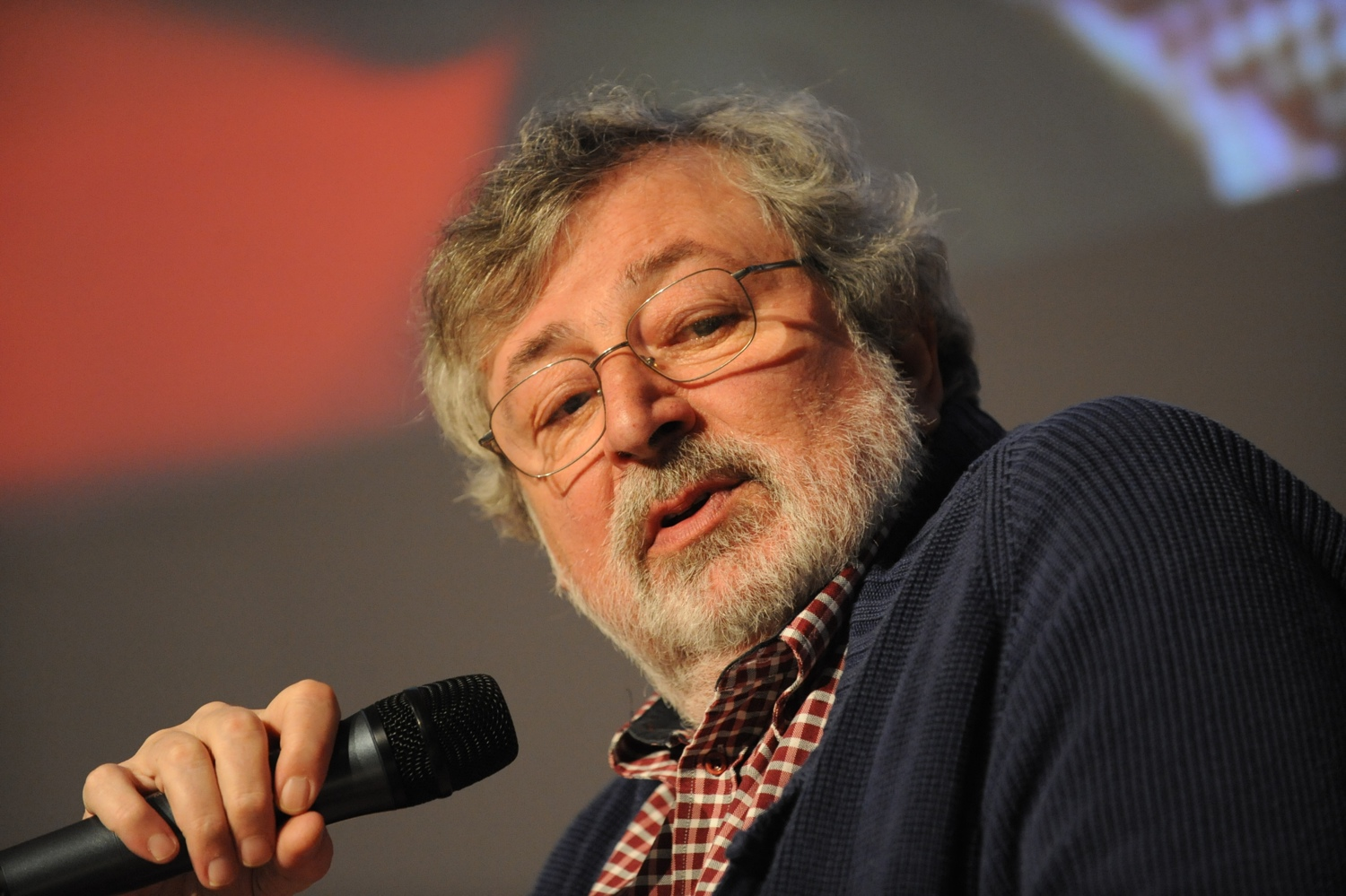
Francesco Guccini (2013)

Francesco Guccini ([franˈtʃesko ɡutˈtʃiːni] ⓘ; * 14. Juni 1940 in Modena) ist ein italienischer Cantautore (Liederdichter), Schriftsteller und gelegentlicher Schauspieler.
Er wuchs zwischen den Bergen Pàvanas und Modena auf und zog danach nach Bologna. Nach ersten musikalischen Versuchen ab den späten 1950er-Jahren zwischen Rock ’n’ Roll und Beat, auch als Songwriter für andere Interpreten, debütierte der Musiker solistisch 1967 mit dem Album Folk beat n. 1. Eine wichtige Inspirationsquelle war dabei Bob Dylan. Der Durchbruch gelang ihm 1972 mit dem vierten Album Radici und vor allem 1976 mit dem Album Via Paolo Fabbri 43. In seiner über 50-jährigen Karriere veröffentlichte Guccini mehr als 20 Musikalben. Daneben betätigt er sich bis heute erfolgreich als Schriftsteller, Comicautor, Schauspieler und Komponist von Filmsoundtracks. Außerdem unterrichtete er 20 Jahre lang amerikanische Studenten in Italienisch.
Guccini gilt als einer der wichtigsten und beliebtesten Cantautori Italiens und prägte die Gattung des „Autorenlieds“ wesentlich mit. Seine Texte sind lyrisch herausragend und thematisch vielfältig, meistens leicht fatalistisch und häufig als Dokumente des Zeitgeists zu verstehen. Auch wenn er oft als sehr politisch engagiert wahrgenommen wird, vermeidet er in seinen Texten weitestgehend offene politische Rhetorik zugunsten einer intimistischen Sprache. Im Zusammenspiel mit seiner schriftstellerischen Tätigkeit nimmt er die Rolle eines Geschichtenerzählers ein. Guccini wurde vielfach ausgezeichnet, sowohl mit Musik- als auch mit Literaturpreisen: Vom Club Tenco erhielt er nicht nur den Tenco-Preis, sondern auch fünf Targhe Tenco sowie den Premio Chiara für Liedtexte. Neben der Anerkennung durch die Kritiker ist Guccini auch bei einem breiten Publikum beliebt: Mehrfach erreichten seine Alben die Spitze der italienischen Charts und seine Konzerte waren überaus populär. Der Cantautore ist außerdem Träger zweier Ehrendoktorwürden und des Verdienstordens der Italienischen Republik in der Offiziersklasse.

## Leben und Werk

### Kindheit (1940–1950)

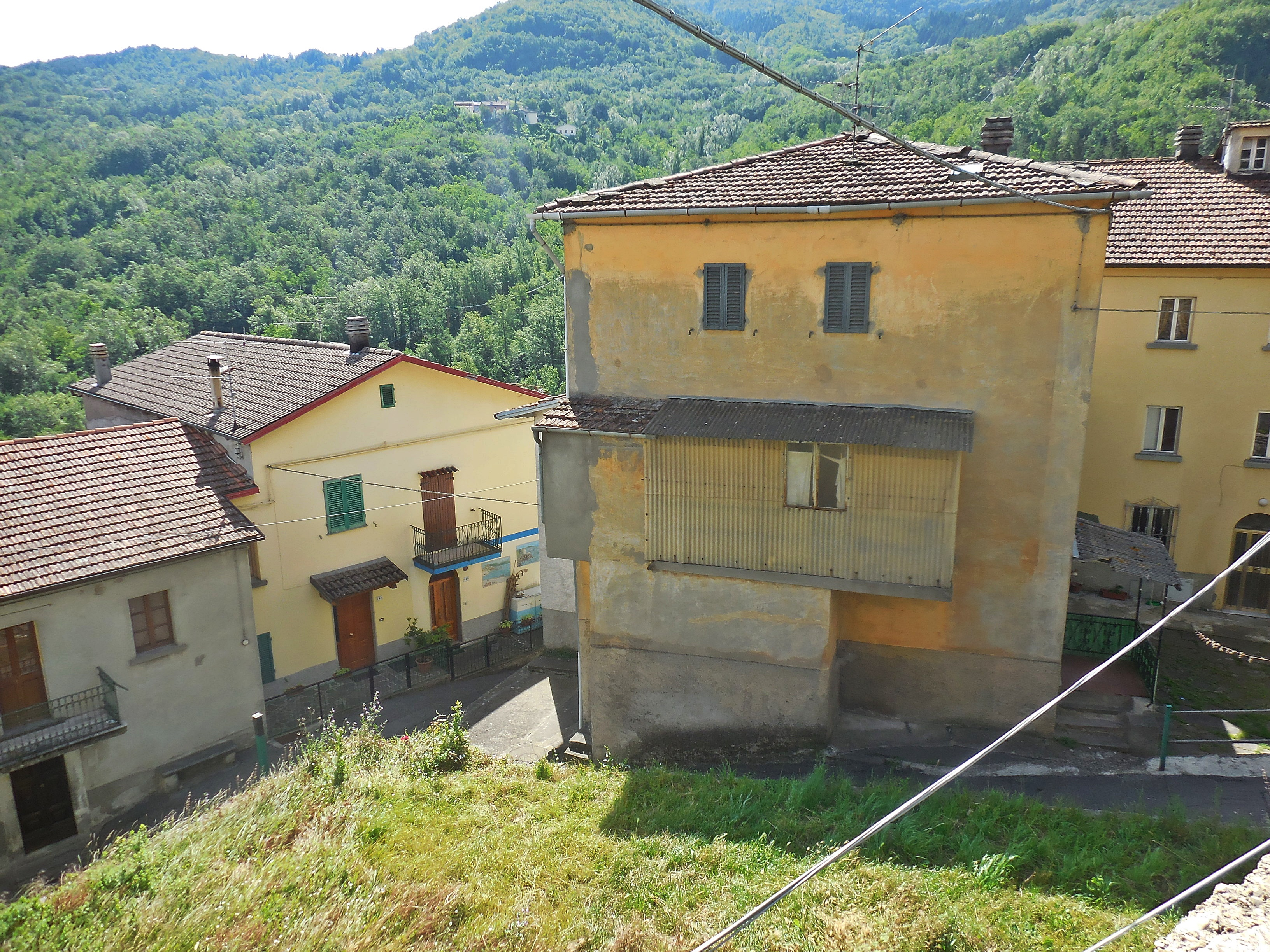
Ansicht einiger Häuser in Pàvana (2016)

Der Musiker wurde als Sohn von Ferruccio Guccini (1911–1990), Post-Mitarbeiter aus Pàvana, und Ester Prandi (1914–2009, aus Carpi) am 14. Juni 1940 in Modena geboren, vier Tage nach dem Eintritt Italiens in den Zweiten Weltkrieg. Sein Vater wurde eingezogen, woraufhin seine Mutter mit Francesco zu den Großeltern nach Pàvana in den nördlichen Apenninen umzog.
Seine Kindheitserfahrungen in Pàvana verarbeitete Guccini mehrfach in seinen Werken: nicht zuletzt in seinem ersten Roman Cròniche epafàniche, aber auch in vielen Liedern, in denen er das Leben in den Bergen beschreibt. Später spielte eine starke Verbundenheit mit seiner Familie und den Orten seiner Kindheit, die besonders deutlich im Lied Radici beschrieben wird, eine große Rolle in seiner Dichtung und bildete ein wiederkehrendes Thema seiner Texte und Lieder, etwa in Amerigo, das die Geschichte von Armut und Ausgrenzung eines ausgewanderten Großonkels erzählt. Nach dem Ende des Krieges 1945 lebte Francesco wieder mit seiner Mutter in Modena und auch sein Vater kam aus der Kriegsgefangenschaft zurück und konnte seine Arbeit wiederaufnehmen.

### Jugend (1950–1958)

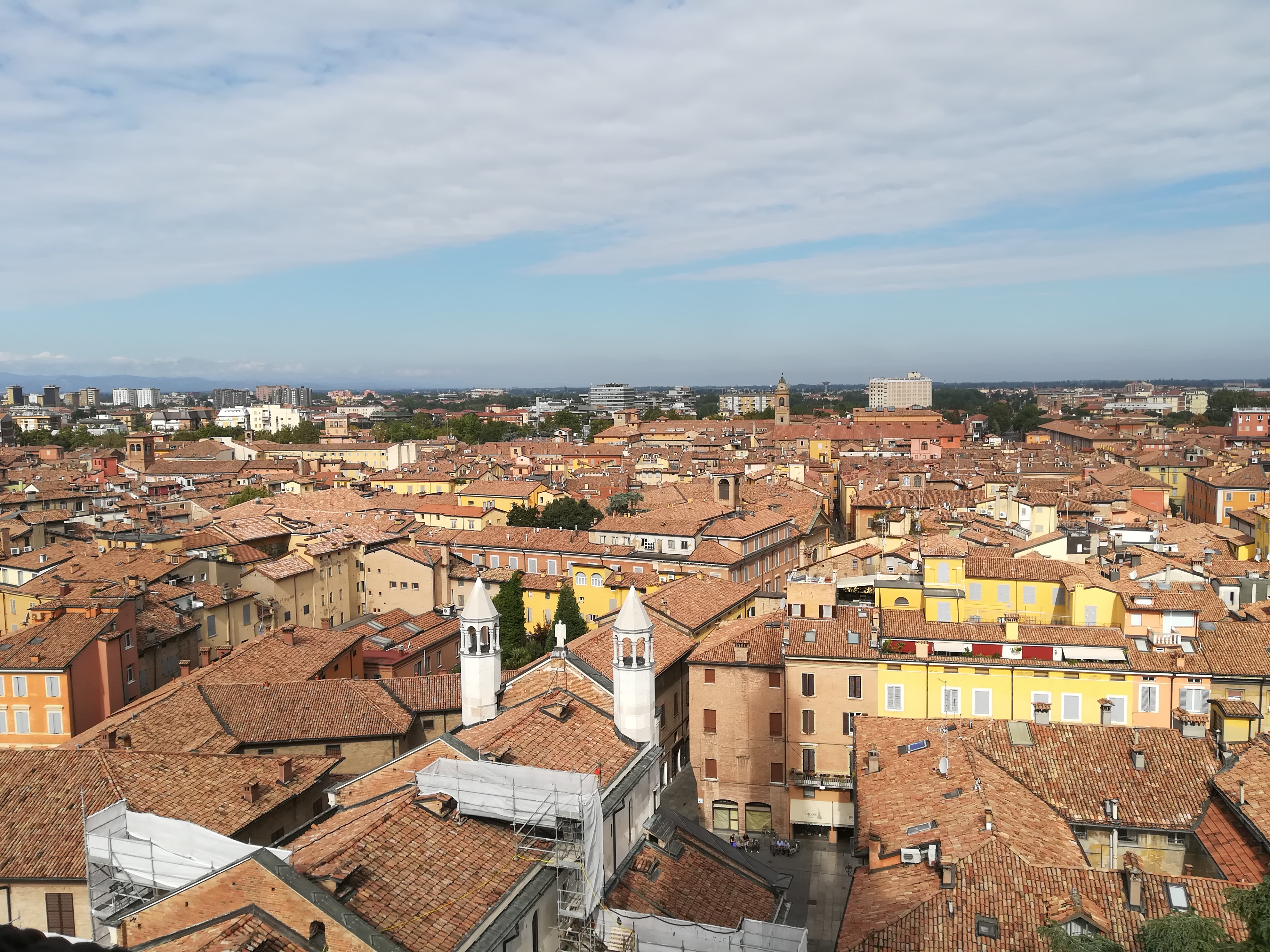
Ansicht Modenas (2018)

In Modena (die Stadt beschrieb Guccini im Lied Piccola città) verbrachte Guccini seine Jugend, eine Zeit, die er später in seinem Roman Vacca d’un cane verarbeitete. Zu dieser Zeit begann er auch mit dem Gitarrenspiel. Nach der Pflichtschule besuchte er das sozialwissenschaftliche Gymnasium “Carlo Sigonio”, das er 1958 abschloss. Die Nachkriegsrealität der Stadt nahm er als Gegensatz zum Leben in den Bergen relativ negativ wahr, was auch in spätere Texte einfloss. Für Guccinis kulturelle und musikalische Entwicklung war dieser Zeitraum allerdings sehr bedeutsam: Die Grundlage für seine Lieder über die Gesellschaft und das Alltägliche entstand, ebenso die Geschichten und Selbstzweifel, die sich etwa im Lied Samantha in der Beschreibung als „Puppenspieler mit Worten“ spiegeln. Weitere Verweise auf Modena finden sich in Cencio (Quello che non, 1990), wo Guccini einen kleinwüchsigen Freund beschreibt.

### Erste Schritte im Musikbereich (1959–1966)
Guccini sammelte erste Arbeitserfahrungen als Lehrer und als Journalist. Die Anstellung als Privatlehrer in Pesaro 1959 endete vorzeitig mit Entlassung. Als Reporter für die Zeitung Gazzetta di Modena war er danach zwei Jahre lang erfolgreich tätig, er litt jedoch unter der schlechten Bezahlung und den überlangen Arbeitszeiten. Er beschäftigte sich bevorzugt mit Fällen aus dem Justizwesen; bemerkenswert ist jedoch ein Interview Guccinis mit Domenico Modugno, der gerade zwei Jahre in Folge das Festival di Sanremo gewonnen hatte, im April 1960, das für den angehenden Musiker den Anstoß gab, sich selbst als Cantautore zu versuchen. Sein erstes Lied unter diesem Eindruck war L’antisociale. Gleichzeitig begann er ein Studium der Bildungswissenschaften, das er jedoch nie abschloss.
Mit einer auf Tanzlokale spezialisierten Gruppe begann Guccini seine Erfahrungen als Sänger und Gitarrist. Zur Gruppe gehörten Pier Farri (Guccinis späterer Produzent) als Schlagzeuger und Victor Sogliani als Saxophonist sowie der Gitarrist Franco Fini Storchi. Die Gruppe war 1958 entstanden und firmierte zunächst als Hurricanes, dann Snakes und schließlich Gatti, nachdem sie sich mit der Gruppe Marinos von Alfio Cantarella zusammengeschlossen hatte. Mit den Snakes schrieb Guccini die ersten Lieder, Bimba guarda come (il ciel sa di pianto), Roy Teddy Boy, Ancora, Viola come gli occhi di Angelica, an Peppino di Capri und die Everly Brothers angelehnter Rock ’n’ Roll, der das feste Repertoire der Gruppe bildete. Zwei Jahre lang konnte die Gruppe zahlreiche Engagements verbuchen und in ganz Oberitalien spielen, außerdem vereinzelt im Ausland: Bei Auftritten in der Schweiz begleitete Guccini als Gitarrist Nunzio Gallo, den Sieger des Sanremo-Festivals 1957 (dort zusammen mit Claudio Villa).

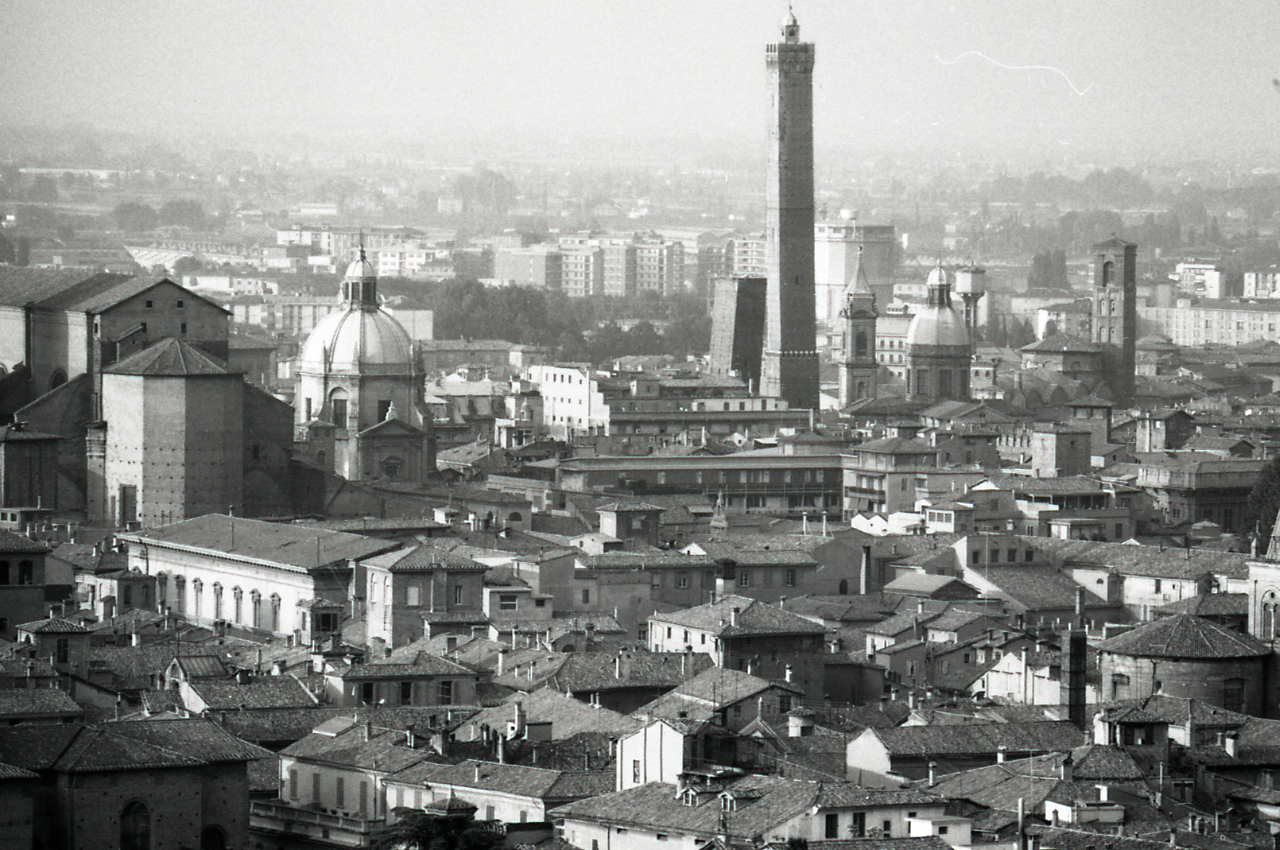
Ansicht Bolognas (1968)

1961 zog die Familie Guccini nach Bologna und Francesco begann ein sprachwissenschaftliches Studium an der Universität Bologna. Im Juli 1962 begann Guccini seinen Wehrdienst, den er in Lecce, Rom und Triest ablegte. An diese Zeit des „süßen Nichtstuns“ (una pacchia) erinnerte er sich später als grundsätzlich positive Erfahrung. Zuvor hatte er schon einige Lieder geschrieben, unter den erhaltenen waren La ballata degli annegati und Venerdì santo. Während Guccinis Abwesenheit schloss sich seine Gruppe I Gatti mit Giovani Leoni von Maurizio Vandelli (dem späteren Gründer von Equipe 84) zusammen; Guccini stieß später nicht mehr dazu, um sich auf sein Studium zu konzentrieren, das er jedoch kurz vor dem Diplom wieder abbrach (2002 wurde ihm die Ehrendoktorwürde in Bildungswissenschaften verliehen). Ab 1965 (bis 1985) unterrichtete Guccini jeden September Italienisch an einer Außenstelle des amerikanischen Dickinson College in Bologna, was ihm auch den Beinamen „professore“ einbrachte.

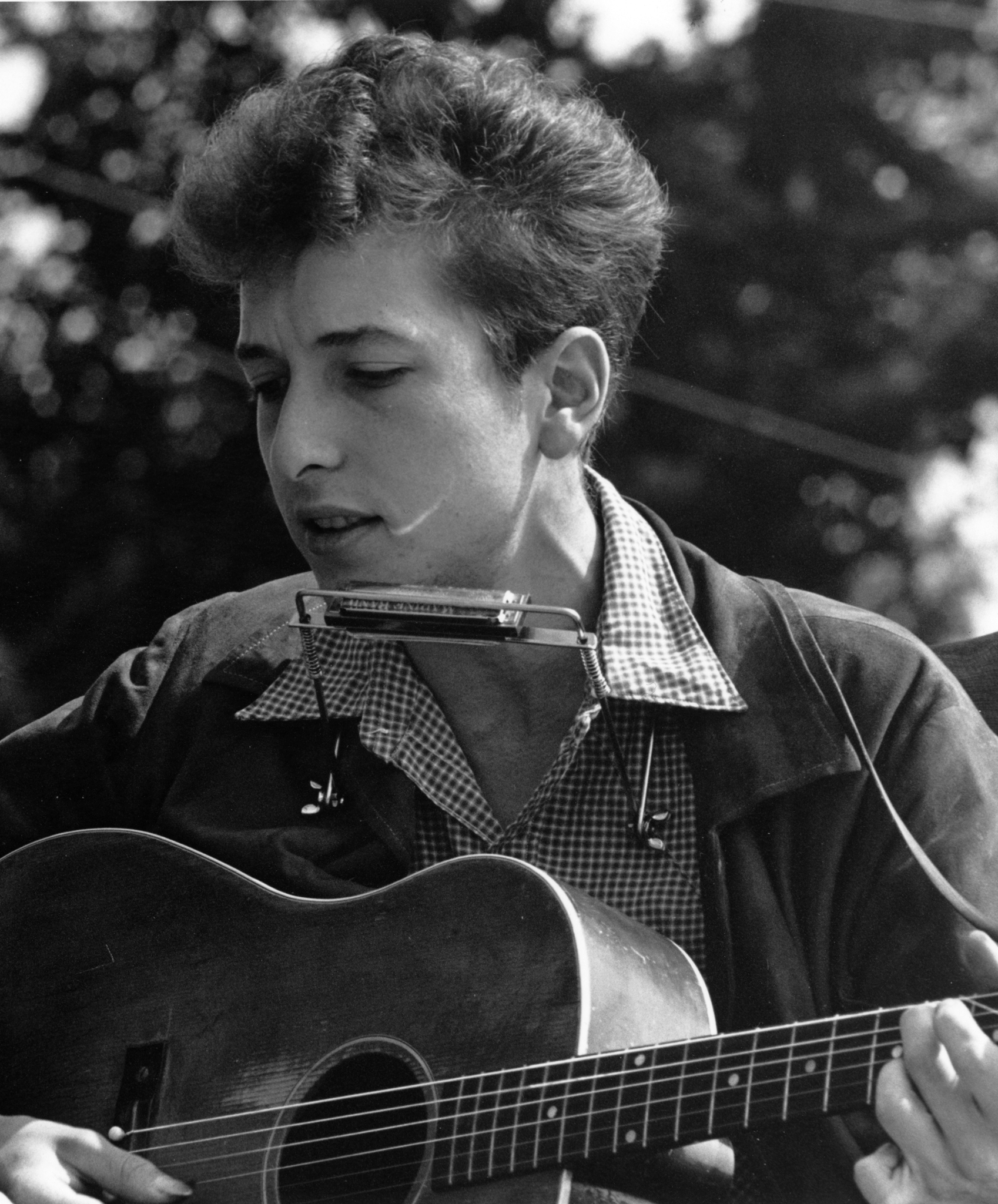
Bob Dylan (1963)

Entscheidend für seine musikalische Weiterentwicklung war seine Beschäftigung mit der zwischen 1958 und 1962 aktiven und für die italienische Musik überaus bedeutsamen Turiner Künstlergruppe Cantacronache um Fausto Amodei, Sergio Liberovici und Michele Straniero. Er wandte sich der Beatmusik zu und entdeckte auch den Folk Bob Dylans. Unter diesen Eindrücken schrieb er Lieder wie Auschwitz (voller Titel: La canzone del bambino nel vento [Auschwitz]), È dall’amore che nasce l’uomo (erfolgreich gemacht von Equipe 84, die bereits Guccinis L’antisociale im Januar 1966 aufgenommen hatten), und Noi non ci saremo, das von den Nomadi interpretiert wurde. Guccini spielte selbst sowohl mit den Nomadi als auch mit Equipe 84.

### Die ersten Alben (1967–1971)
Im Jahr 1967 schlug das Plattenlabel CGD Guccini vor, für das Sanremo-Festival jenes Jahres das Lied Una storia d’amore einzureichen. Als Interpreten waren Caterina Caselli und Gigliola Cinquetti vorgesehen, das Lied schaffte es jedoch nicht in den Wettbewerb. Laut Roberto Vecchioni (damals selbst als Songwriter für CGD tätig) drängte das Label Guccini zur Zusammenarbeit mit den Liedtextern Daniele Pace und Mario Panzeri, erfolgreichen Hit-Autoren, was vom Cantautore als Zumutung empfunden wurde und dazu führte, dass er ähnliche Arrangements für die Zukunft ausschloss. Die beiden Sängerinnen nahmen das Lied dennoch auf: Gigliola Cinquetti im Album La rosa nera und Caterina Caselli in Diamoci del tu.
Guccini veröffentlichte im März 1967 beim Label La voce del padrone (später EMI) sein erstes eigenes Album Folk beat n. 1. Dieses verkaufte sich zwar sehr schlecht, wies aber bereits einige typische Elemente seines Stils auf, mit schlicht arrangierten und von schmerzhaften Themen wie Tod, Suizid, sozialer Unterschicht, Holocaust und Krieg geprägten Liedern (in einem Fall versuchte er sich an einem italienischen Talking Blues, was er später auch im Album Opera buffa wieder aufgriff). Auf dem Album befanden sich auch die bereits durch Nomadi und Equipe 84 bekannt gemachten Lieder Noi non ci saremo, L’antisociale und Auschwitz; letzteres wurde 1967 von Equipe 84 noch einmal in englischer Sprache als B-Seite ihrer Single 29th September im Vereinigten Königreich veröffentlicht sowie vom amerikanischen Musiker Rod MacDonald 1994 auf dem Album Man on the Ledge.
Immer noch 1967 schrieb Guccini das Lied In morte di S.F., das bei der Verwertungsgesellschaft Siae unter dem Titel Canzone per un’amica hinterlegt und 1968 von den Nomadi veröffentlicht wurde. Außerdem schrieb er im Auftrag seiner Plattenfirma italienische Texte zu den englischsprachigen Folksongs Hey Joe (Jimi Hendrix) und Mrs. Robinson (Simon & Garfunkel), die 1967 und 1968 von anderen Interpreten aufgenommen wurden, darunter Bobby Solo. Caterina Caselli lud Guccini am 1. Mai 1967 anlässlich der Veröffentlichung seines Albums in die Fernsehsendung Diamoci del tu ein, die sie zusammen mit Giorgio Gaber präsentierte: Bei diesem allerersten Fernsehauftritt sang Guccini Auschwitz. Für Caselli schrieb Guccini damals viele weitere Lieder, darunter Le biciclette bianche, Incubo nº 4 (aus dem Soundtrack der Musikkomödie L’immensità [La ragazza del Paip’s]), Una storia d’amore und Cima Vallona (worin er den Anschlag an der Porzescharte verarbeitete). Eines der später wohl bekanntesten Lieder aus Guccinis Feder stammte ebenfalls aus dem Jahr 1967, wieder von den Nomadi interpretiert: Dio è morto (mit leicht abweichendem Text wurde es auch von Caselli eingesungen). Der Text, der sich ausgehend vom Nietzsche-Aphorismus „Gott ist tot“ und inspiriert von Allen Ginsbergs Gedicht Howl mit dem Verlust moralischer Ankerpunkte ganzer Generationen auseinandersetzt, wurde von Radio Vatikan gespielt und soll sogar Lob von Papst Paul VI. geerntet haben, während der staatliche Rundfunk RAI es wegen angeblicher Blasphemie boykottierte.
Im folgenden Jahr kehrte Guccini ins Aufnahmestudio zurück und brachte die Single Un altro giorno è andato / Il bello heraus: Die A-Seite wurde in einer Akustikversion und mit leicht modifiziertem Text 1970 ins Album L’isola non trovata aufgenommen; die B-Seite hingegen landete in einer Live-Version in Opera buffa, nachdem das Lied auch von Lando Buzzanca interpretiert worden war. Währenddessen war Guccini weiter als Songwriter tätig, für die Nomadi, Bobby Solo, Caterina Caselli und weitere Interpreten. 1968 gab er im Centro Culturale La Cittadella der Pro Civitate Christiana in Assisi, einem progressiven katholischen Kulturzentrum, sein erstes Konzert als Solist. Außerdem arbeitete er in den Jahren 1967–1968 zusammen mit Guido De Maria für die TV-Werbesendung Carosello und war dort als Autor an einer Serie über die Zeichentrickfigur Salomone pirata pacioccone (für die Firma Fabbri 1905) beteiligt. Über diese Figur schrieb er auch das gleichnamige Kinderlied, gesungen von Le Sorelle, und machte über Carosello den Karikaturisten Bonvi einem breiten Publikum bekannt; an diese Schaffensphase erinnerte er später im Lied Eskimo.
Das Album Due anni dopo erschien 1970 (die Aufnahmen stammten aus dem Herbst 1969) und war von ängstlichen existenzialistischen Themen geprägt, lediglich Primavera di Praga (über den Prager Frühling) griff ein politisches Thema auf; die Texte wurden mit der Lyrik von Giacomo Leopardi verglichen und zeigten einen noch jungen, aber im Vergleich zum Vorgängeralbum gereiften Künstler. Das erzählerische Zentrum des Albums, spürbar französisch beeinflusst, umfasst das Vergehen der Zeit und das alltägliche Leben im Umfeld bürgerlicher Scheinheiligkeit. Mit diesem Album begann Guccini außerdem eine fast zehnjährige Zusammenarbeit mit der amerikanischen Folksängerin Deborah Kooperman, die auf mehreren Alben Gitarrenspiel mit Fingerpicking beisteuerte, was für die italienische Musik eine Neuerung darstellte.
Kurz nach Veröffentlichung von Due anni dopo verließ Guccini seine damalige Freundin Roberta Baccilieri (der das Lied Vedi cara gewidmet war) und reiste mit Eloise Vitelli, die er am Dickinson College in Bologna kennengelernt hatte, während er dort unterrichtete, in die USA. Nach dem Ende der kurzen Beziehung kehrte er nach Italien zurück; ab diesem Zeitpunkt wurde sein Bart zu seinem Markenzeichen. Die Amerikareise war für Guccini auch insgesamt eine große Enttäuschung (er beschrieb die Erfahrung selbst als totalmente negativa, „durch und durch negativ“) und führte im Zusammenspiel mit zunehmender Kritik an den USA in der italienischen Gesellschaft, vor allem als Reaktion auf den Vietnamkrieg, zu einem starken Wandel des anfangs noch verklärten „Amerika-Mythos“ im Werk des Cantautore. Diese Desillusionierung schlug sich vor allem im Roberta Vitelli gewidmeten Lied 100, Pennsylvania Ave. (1976) und später in Canzone per Silvia (1993) sowie im Roman Cittanòva blues (2003) nieder.
Rückseite der LP Stanze di vita quotidiana

Link zum Bild

Zurück in Italien versöhnte sich Guccini wieder mit Roberta Baccilieri und machte mit ihr Urlaub auf Santorin. Bei dieser Gelegenheit entstand das Foto, das sowohl auf der Rückseite des Albums Stanze di vita quotidiana, auf dem Cover von Via Paolo Fabbri 43 und auf vielen Konzertplakaten Verwendung fand. Im Herbst begann er wieder mit der Arbeit an einem neuen Album, und elf Monate nach Due anni dopo erschien L’isola non trovata. Der Titel verweist auf den Dichter Guido Gozzano, außerdem wird im Album J. D. Salinger im Lied La collina zitiert. Weitere bedeutsame Titel des Albums waren Un altro giorno è andato (zwei Jahre später wiederveröffentlicht), L’uomo und L’orizzonte di K.D. (bezogen auf Karen Donne, die Schwester von Eloise Vitelli). Guccini wurde nun auch außerhalb Bolognas bekannt und konnte in Theatern statt in kleinen Lokalen spielen. Zu dieser Zeit nahm er an der Fernsehsendung Speciale tre milioni teil, während derer er einige Lieder vorstellte (darunter La tua libertà, das 1971 aufgenommen, aber erst 2004 als Bonustrack des Albums Ritratti veröffentlicht wurde) und sich mit Claudio Baglioni anfreundete. 1971 heiratete er Roberta Baccilieri.

### Erfolg (1972–1980)
Der große künstlerische Wurf gelang Guccini schließlich 1972 mit dem Album Radici, das einige seiner bekanntesten Lieder enthält; insbesondere La locomotiva, ein auf einer wahren Geschichte über einen anarchistisch motivierten Anschlag auf einen Zug basierendes Lied, in dem er Gleichheit, soziale Gerechtigkeit und Freiheit zum Thema macht, wobei er den musikalischen Stil anarchischer Liedermacher des späten 19. Jahrhunderts aufgreift. Der rote Faden, der sich durch das ganze Album zieht, ist, wie im Titel anklingt, die ewige Suche nach den eigenen Wurzeln, was auch durch das Plattencover verdeutlicht wird, auf dem die Großeltern sowie Großonkel und -tante von Guccini vor dem Hintergrund des alten Hauses in den Bergen abgebildet sind (darunter auch Enrico, über den Guccini später in Amerigo erzählte). Kritiker bezeichneten das Album als kontemplativ und traumähnlich: Incontro, Piccola Città, Il vecchio e il bambino, La Canzone della bambina portoghese oder Canzone dei dodici mesi gelten als bedeutendste Lieder auf diesem künstlerischen Höhepunkt des Cantautore. Im selben Jahr vermittelte er seiner Plattenfirma einen jungen Musikerkollegen, dessen erste Lieder ihn sehr beeindruckt hatten: Es handelte sich um Claudio Lolli, mit dem er später auch zweimal selbst zusammenarbeitete (in den Liedern Keaton und Ballando con una sconosciuta).
Schon 1973 erschien das nächste Album Opera buffa, das großteils live in Bologna und in Rom aufgenommen worden war und studentisch und von Unbeschwertheit geprägt ist. Darin bewies sich Guccini als kabarettistisch, ironisch und theatralisch, kultiviert und spöttisch. Mit dieser Art der Lieder konnte Guccini selbst sich jedoch nie richtig anfreunden, weshalb er die Veröffentlichung des Albums und auch des Liedes I fichi (enthalten in D’amore di morte e di altre sciocchezze) eher zweifelnd betrachtete. Trotzdem ist das Album durch die Liveaufnahmen ein bedeutendes Dokument über Guccinis Art, bei Konzerten aufzutreten. Er entwickelte eine typische Form von Kabarett, bei dem der Protagonist des Schauspiels in ständigem Dialog und auch in Auseinandersetzung mit dem Publikum steht; der kabarettistische Einfluss ist auch in zahlreichen Liedern spürbar, etwa L’avvelenata, Addio, Cirano oder Il sociale e l’antisociale.
Im nächsten Jahr folgte Stanze di vita quotidiana, ein umstrittenes und schwer erfassbares Album, das bei Publikum und Kritik sehr gemischt aufgenommen wurde. Es enthielt sechs lange, melancholische und herzzerreißende Lieder, Ergebnis der tiefgreifenden Krise, die Guccini in jener Zeit durchlebte, noch erschwert durch ständige Meinungsverschiedenheiten mit seinem Produzenten Pier Farri, und erntete zum Teil unbarmherzige Kritiken: Besonders hart war der Kritiker Riccardo Bertoncelli, der den Cantautore ohne mit der Wimper zu zucken als „erledigten Künstler, der nichts mehr zu sagen hat“ abtat. Guccini antwortete einige Jahre später auf diese Anschuldigung mit dem Lied L’avvelenata. Erst viele Jahre später fand das Album künstlerische Anerkennung. Im Zuge dessen wurde das Lied Canzone per Piero in die Textauswahl für die Italienischprüfung der Staatlichen Abschlussprüfung 2004 aufgenommen. Thema des Aufsatzes war Freundschaft und Guccini reagierte geehrt darauf, in einem Atemzug mit Dante und Raffael genannt zu werden. Der Liedtext greift auf den Dialog zwischen Plotin und Porphyrios zurück, der in den Operette morali von Giacomo Leopardi auftaucht. Auch der Rest des Albums ist von leopardianischem Vokabular sowie Alltagsthemen geprägt.

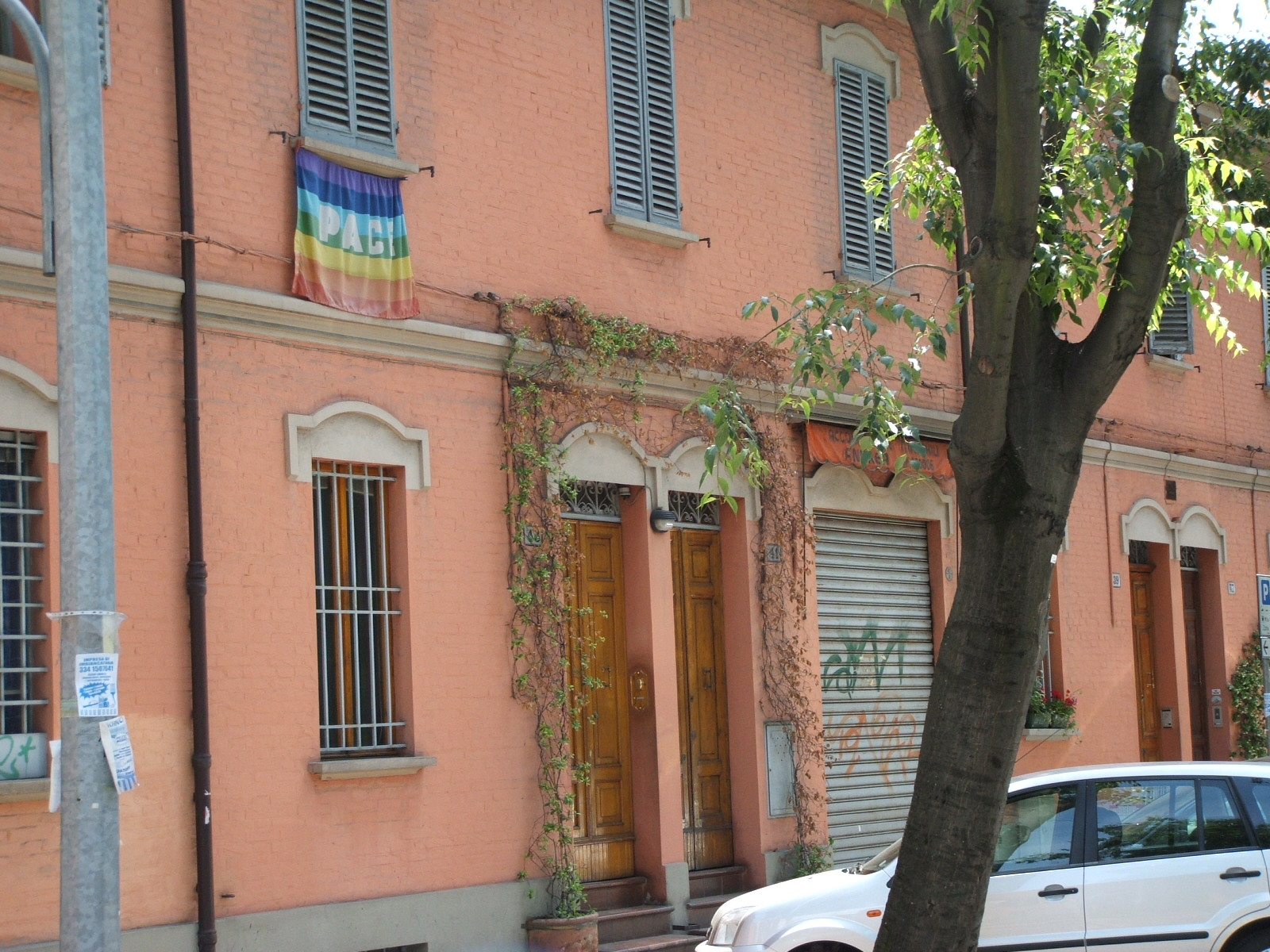
Via Paolo Fabbri 43 in Bologna

Guccinis kommerziellen Durchbruch brachte das Jahr 1976 mit dem Album Via Paolo Fabbri 43, das zu den meistverkauften jenes Jahres zählte. Der Gesang wurde reifer, sicherer und selbstbewusster, und die musikalische Gesamtstruktur der Platte war komplexer als die der Vorgänger. Als Antwort auf die Kritiken an seinem letzten Album, insbesondere von Bertoncelli, entstand das bereits erwähnte L’avvelenata, in dem sich Guccini wütend und lebhaft gibt und sich direkt an seine Kritiker wendet. Später war er jedoch eher zurückhaltend bei Liveauftritten mit diesem Lied, da er es einerseits zu sehr als Zugeständnis ans Publikum und andererseits als inhaltlich nicht mehr zeitgemäß betrachtete. Ein weiteres bedeutendes Lied des Albums ist der Titelsong Via Paolo Fabbri 43, in dem Guccini in abstrakter Form sein Leben in Bologna beschreibt, wobei er Verweise auf Autoren wie Borges und Barthes verwendet und den „drei Heldinnen des italienischen Liedes“ Alice, Marinella und Lilly (aus den Liedern von De Gregori, De André und Venditti) die Ehre erweist; laut Eigenaussagen hängt Guccini neben L’avvelenata und Il pensionato vor allem an diesem Lied. Stark lyrisch geprägte Momente finden sich etwa in der existenzialistischen Poetik von Canzone quasi d’Amore, das als Beispiel für die Höhepunkte des Dichters Guccini angesehen wird. Seine Qualitäten als Bänkelsänger stellte er in Il pensionato unter Beweis, einer Ballade über einen alten Nachbar, die beiläufig in einen Exkurs über die traurige psychische Situation vieler alter Leute mündet.
Am 6. Oktober 1977 widmete das Wochenmagazin Grand Hotel Guccini eine Titelstory: Il padre che tutti i giovanissimi avrebbero voluto avere („Der Vater, den alle Jugendlichen gerne gehabt hätten“). Der Cantautore selbst wusste nichts über die Hintergründe des Artikels, er war von einem Mitarbeiter ohne Angabe des Zielmediums interviewt worden. Guccini war wenig begeistert und äußerte sein Unverständnis gegenüber der Annahme, dass eine junge Generation von Schulabgängern sich für seine Inhalte interessieren könnte, die er für ein deutlich älteres Publikum konzipierte. Er sah sich wegen des Artikels auch bei einem Konzert Spott darüber ausgesetzt, dass er in einer „Frauenzeitschrift“ gelandet war, was er jedoch scherzend als unwesentlich abtat.
Im selben Jahr trennte er sich von seiner Frau Roberta und lebte anschließend mit seiner neuen Partnerin Angela zusammen. 1978 kam die gemeinsame Tochter Teresa auf die Welt, der er später die Lieder Culodritto und E un giorno widmete. Außerdem erschien das nächste Album Amerigo mit dem bekannten Lied Eskimo, das die Trennung von Roberta thematisierte. Für Guccini selbst stellte das titelgebende Lied den Höhepunkt des Albums dar, eine Ballade über einen nach Amerika ausgewanderten ihm nahestehenden Onkel. Darin verarbeitete der Cantautore erneut seine eigenen Erfahrungen mit den USA, indem er das positive, utopische Amerikabild seiner Kindheit den realen Erlebnissen des Onkels gegenüberstellte.
Zum Ende der 70er-Jahre nahm Guccini 1979 zusammen mit den Nomadi das Livealbum Album concerto auf. Darauf sang er nicht nur zweistimmig mit Augusto Daolio, sondern veröffentlichte erstmals einige bisher nur von anderen Interpreten herausgebrachte Lieder: Noi, Per fare un uomo und insbesondere Dio è morto. 1979 nahm Guccini am 14. Juni außerdem an 1979 Il concerto – Omaggio a Demetrio Stratos teil, einem Tributekonzert für den kurz zuvor verstorbenen Demetrio Stratos; Guccini sang das Stratos gewidmete Per un amico (eine Neufassung von In morte di S.F. aus dem Jahr 1967).

### Metropolen, Reisen und Porträts (1981–1989)
Guccini begann die 80er-Jahre mit dem Album Metropolis, zu dem er nach späteren Aussagen zusammen mit Stanze di vita quotidiana die geringste Bindung hat. Erzählerisches Grundmotiv ist die Beschreibung verschiedener Städte mit einem bestimmten symbolischen Wert: Byzantion, Venedig, Bologna und Mailand. Die Geschichte der Städte und besonders die Mühseligkeit des Lebens in der Polis ergeben ein verspieltes Geflecht aus historischen Ereignissen und symbolischen Verweisen. Das Thema der Reise taucht wieder auf, als Reflexion über die Unmöglichkeit und Sinnlosigkeit des Reisens, bei dem man laut Guccini fremde Orte nie tatsächlich kennenlernen würde. Guccini übernahm ein Lied der Assemblea Musicale Teatrale, geschrieben von Gian Piero Alloisio, mit kleinen Textänderungen ins Album, Venezia. Herausragend ist das Lied Bisanzio, eine komplexe Komposition, die der Kritiker Jachia als „bewegend und verträumt“ charakterisiert.
Byzantion (Bisanzio) wird von Guccini als faszinierender, aber beängstigender Kreuzweg an der Grenze zwischen zwei Kontinenten und zwei Zeitaltern beschrieben, in teilweise apokalyptischen Tönen. Der Protagonist, ein gewisser Filemazio (den viele mit Guccini selbst identifizieren), spürt den Niedergang seiner Kultur, parallel zur westlichen Zivilisation, und das nahende Ende. Das Lied ist in der Zeit des Kaisers Justinian I. (483–565) angesiedelt, mit vielfältigen historischen Verweisen auf die Epoche, die Guccini selbst des Öfteren erklärt hat; Inspiration für das Lied war unter anderem die Geheimgeschichte von Prokopios von Caesarea. Weitere bemerkenswerte Lieder des Albums sind Venezia und die Ballade Bologna. Noch im selben Jahr war Guccini zusammen mit Giorgio Gaber, Sandro Luporini und Gian Piero Alloisio Autor des Schauspiels Gli ultimi viaggi di Gulliver, inszeniert von Alloisio mit Ombretta Colli. Immer noch 1981 schrieb er das Lied Parole, das Alloisio auf dem Album Dovevo fare del cinema veröffentlichte (das Album enthielt auch den Titelsong des Schauspiels Gulliver, den auch Guccini später auf Guccini aufnahm). Nach einer Bekanntschaft im Club Tenco vermittelte Guccini außerdem das aufstrebende Duo Gemelle Nete an Renzo Arbore.
Das folgende Album (Guccini) behandelte ähnliche Themen wie das vorhergehende, insbesondere Reisen und die städtischen Mühen (zu finden in Gulliver und Argentina). Zu einem Klassiker in Guccinis Repertoire schaffte es Autogrill, ein Lied über eine zu vorsichtige Liebe. Populär wurde auch Shomèr ma mi llailah? („Wache, ist die Nacht noch lang?“) mit Bibel-Bezug (Jes. 21,11 ). Das Lied Inutile erzählt von einem Tag im März, den ein Paar in Rimini verbringt. Bei der dem Album folgenden Tournee trat Guccini erstmals mit kompletter Band auf: Bis dahin war er allein oder in Begleitung ein bis zweier Gitarristen aufgetreten (anfangs mit Koopermann, dann mit Biondini und später mit Villotti und Biondini). 1984 folgte das nächste Livealbum Fra la via Emilia e il West, auf dem eine Auswahl seiner Erfolge enthalten ist, die großteils bei einem Konzert auf der Piazza Maggiore in Bologna aufgenommen wurden, wobei Guccini neben seiner Band auch von Gästen wie Giorgio Gaber, Paolo Conte, Lucio Dalla, den Nomadi, Roberto Vecchioni und Equipe 84 begleitet wurde.
Im Jahr 1987 veröffentlichte er das Album Signora Bovary, auf dem die einzelnen Lieder als Porträts verschiedener Personen aus Guccinis Leben fungieren. Van Loon bezieht sich auf seinen Vater, Culodritto auf die Tochter Teresa, Signora Bovary ist Guccini selbst. Das Lied Keaton stammt aus der Feder des befreundeten Claudio Lolli, in Zusammenarbeit mit Guccini. Das Album bedeutete einen Richtungswechsel für Guccini, besonders hinsichtlich der Komposition. Die Musik ist ausgeklügelt, mit komplexen Melodien und Arrangements. Das Lied Scirocco, ausgezeichnet mit mehreren Preisen, sticht hervor; es erzählt über ein Ereignis im Leben des Dichters Adriano Spatola, genannt Baudelaire (ein Freund von Guccini, den er bereits in Bologna zitiert hatte), und seine Trennung von Giulia Niccolai. 1988 veröffentlichte Guccini ein weiteres Livealbum mit neu arrangierten Liedern aus den 60ern und dem unveröffentlichten Ti ricordi quei giorni. Der Titel ist ein Verweis auf den Roman Zwanzig Jahre nachher und lautet Quasi come Dumas („Fast wie Dumas“). Das Album wurde in Mailand, Pordenone und Prag aufgenommen. Im selben Jahr schrieb er zusammen mit Lucio Dalla das Lied Emila, das Eingang ins Album Dalla/Morandi fand und von Guccini, Dalla und Gianni Morandi gesungen wurde. Mit leichten Änderungen nahm Guccini selbst es noch einmal für sein Album Quello che non… (1990) auf.

### Abweisung, Liebe und Zweifel (1990–1999)
Quello che non… (1990) war ein Album im Zeichen der poetischen Kontinuität mit dem Vorgänger, in dem Guccini eine Sammlung von Liedern interpretiert, worunter besonders Quello che non und La canzone delle domande consuete hervorstechen; letzteres erhielt, als Bestätigung seines großen poetischen und literarischen Werts, die Targa Tenco für das beste Lied des Jahres. Drei Jahre später (1993) erschien Parnassius Guccinii (der Titel verweist auf die Schmetterlingsunterart Parnassius mnemosyne guccinii, die nach dem Cantautore benannt wurde), mit den Liedern Samantha, die Geschichte einer an gesellschaftlichen Konventionen gescheiterten Liebe, und Farewell, eine an Bob Dylan gemahnende Ballade: Darin zitiert Guccini etwa Dylans Farewell Angelina mit der Textzeile The triangle tingles, and the trumpet plays slow sowie dem instrumentalen Intro; gleichzeitig verweist der Titel des Dylan-Songs auf Guccinis Lebensgefährtin Angela, von der er sich bereits wieder getrennt hatte. Hier zeigt sich Guccinis Verdienst, die italienische Lyriktradition für die Dylansche Ballade geöffnet zu haben. Außerdem enthielt das Album das der in den USA inhaftierten Bürgerrechtsaktivistin Silvia Baraldini gewidmete Lied Canzone per Silvia, sowie Acque, nach Nenè (1977) Guccinis zweite Auftragsarbeit, angefragt von Tiziano Sclavi für den Film Nero.
Weitere drei Jahre später (1996) war das Album D’amore di morte e di altre sciocchezze an der Reihe, das erstmals die Spitze der italienischen Albumcharts erreichte. Von besonderer lyrischer Intensität ist darauf Lettera, ein zwei verstorbenen Freunden und Weggefährten (Bonvi und Victor Sogliani) gewidmetes Lied. Besonders erfolgreich war Cirano (eigentlich komponiert von Giancarlo Bigazzi und getextet von Beppe Dati, allerdings von Guccini neu bearbeitet), das sich frei bei der Versoper Cyrano de Bergerac bediente und laut Guccini „närrische Ernsthaftigkeit“ aufweist. Des Weiteren hervorzuheben sind das studentische I fichi (erstmals im Fernsehen schon 20 Jahre zuvor bei Onda libera auf Rai 2 mit Roberto Benigni vorgestellt); Vorrei, seiner neuen Freundin Raffaella Zuccari gewidmet; Quattro stracci, wieder eine Aufarbeitung des Endes seiner Beziehung mit Angela, jedoch im Vergleich zu Farewell deutlich negativer; sowie Stelle, über das Gefühl der Machtlosigkeit und Winzigkeit des Menschen vor den Wundern des Nachthimmels. 1997 benannten die italienischen Astronomen Luciano Tesi und Gabriele Cattani den Asteroiden (39748) Guccini nach dem Cantautore. Im Jahr 1998 veröffentlichte Guccinis Plattenfirma, EMI Italiana, anlässlich ihres dreißigjährigen Bestehens, eine Serie von Livealben ihrer bedeutendsten Künstler, darunter auch die Guccini Live Collection. Der Cantautore war damit einverstanden, hatte jedoch keinen Einfluss auf Auswahl und Ausstattung und beschwerte sich später über einen groben Grammatikfehler, der es auf das Plattencover der Erstveröffentlichung geschafft hatte.

### Persönlichkeiten und Erzählungen (2000–2010)

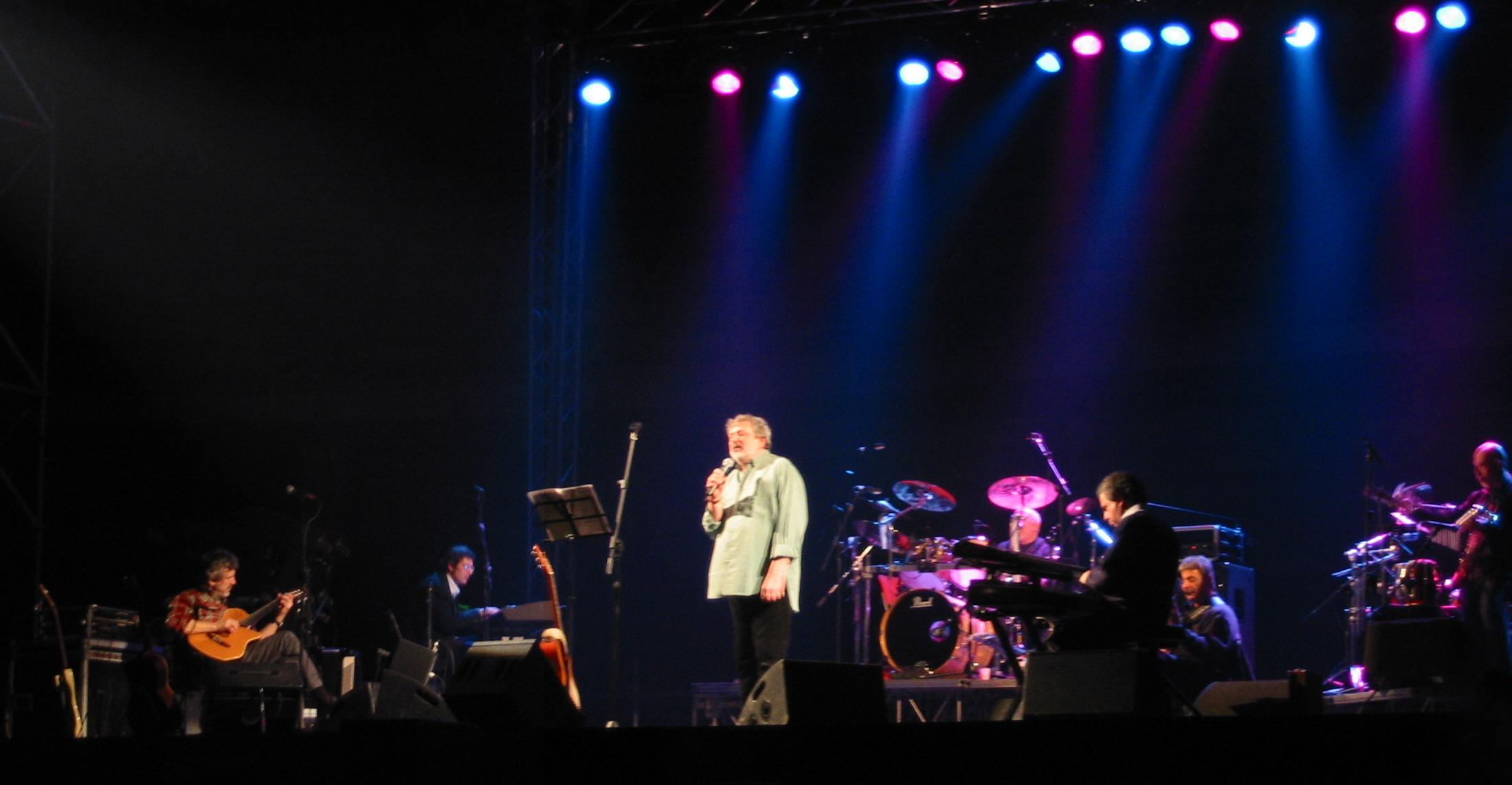
Guccini bei einem Konzert in Marino im März 2003.
Von links: Flaco Biondini (Gitarre), Roberto Manuzzi (Keyboard), Francesco Guccini, Ellade Bandini (Schlagzeug), Vince Tempera (Keyboard), Ares Tavolazzi (Bass) und Antonio Marangolo (Saxophon).

Das neue Jahrtausend leitete der Cantautore mit dem Album Stagioni ein, auf dem er die verschiedenen Zeitphasen thematisiert, die das Vergehen der Jahre durchziehen. Unter den enthaltenen Liedern waren Autunno, Ho ancora la forza (geschrieben zusammen mit Ligabue), Don Chisciotte (in dessen Verlauf Guccini ein Duett mit seinem Gitarristen singt, als Verkörperung der Figur von Miguel de Cervantes) und Addio, das als neues Avvelenata bezeichnet wurde, aber mit Nachklängen von Reife und Allgemeingültigkeit der Aussagen. Auch Stagioni und die folgende Tournee waren ein großer Erfolg; eher unerwartet war der große Zuspruch des jungen Publikums, was Guccini endgültig zum Künstler für drei Generationen machte. Die Vinyl-Ausgabe des Albums war eine limitierte Sonderedition. Das nächste Album war Ritratti (2004), auf dem viele Lieder imaginäre Dialoge mit historischen Persönlichkeiten wie Odysseus, Christoph Kolumbus und Che Guevara enthielten; Odysseus eröffnet das Album und gilt bei einigen als einer der besten Texte Guccinis überhaupt.
Des Weiteren enthält das Album mit Piazza Alimonda ein Carlo Giuliani gewidmetes Lied, dem jungen Demonstranten, der 2001 bei den Protesten gegen den G8-Gipfel in Genua getötet worden war. La tua libertà stammte aus dem Jahr 1971 und wurde hier erstmals veröffentlicht; es erinnert an die Atmosphäre von L’isola non trovata, während die Ballade Vite bereits von Adriano Celentano in einer gekürzten Version eingesungen worden war. Ritratti erhielt gute Kritiken und erreichte bei Veröffentlichung auch sogleich wieder die Spitze der Albumcharts. 2005 folgte das Livealbum Anfiteatro Live, das im Jahr davor bei einem Konzert im Anfiteatro di Cagliari aufgenommen worden war. Es umfasste zwei CDs und eine DVD, die das gesamte Konzert dokumentiert. 2006 sorgte die Wahl zum Präsidenten der Italienischen Republik für Aufsehen, da unter anderem Guccini eine Stimme erhielt. Anlässlich seiner 40-jährigen Karriere veröffentlichte er eine aus drei CDs bestehende Kompilation mit 47 Liedern unter dem Titel The Platinum Collection. Am 3. April des Jahres veröffentlichte Guccini bei EMI France das Lied Nella giungla, das die Entführung von Ingrid Betancourt behandelte; der Originaltext stammte von Renaud Séchan aus dem Jahr 2005, die Musik von Jan Pierre Bucolo. Immer noch 2006 arbeitete er mit der Compagnia Teatrale Pavanese zusammen, die Plautus’ Aulularia, aufführten, dessen Text Guccini aus dem Lateinischen in den heimatlichen Dialekt übersetzt hatte. Am 30. März 2007 erhielt er in Catanzaro die Auszeichnung Riccio d’Argento im Rahmen der Verleihung Fatti di musica unter der Leitung von Ruggero Pegna, gewidmet den größten Songwritern Italiens; im Oktober erschien mit Portavo allora un Eskimo innocente von Massimo Cotto bei Giunti die erste offizielle Biografie des Cantautore. Auf Tournee stellte Guccini mit Su in collina ein neues Lied über die Resistenza vor, das Eingang ins bereits geplante Album L’ultima Thule finden würde.

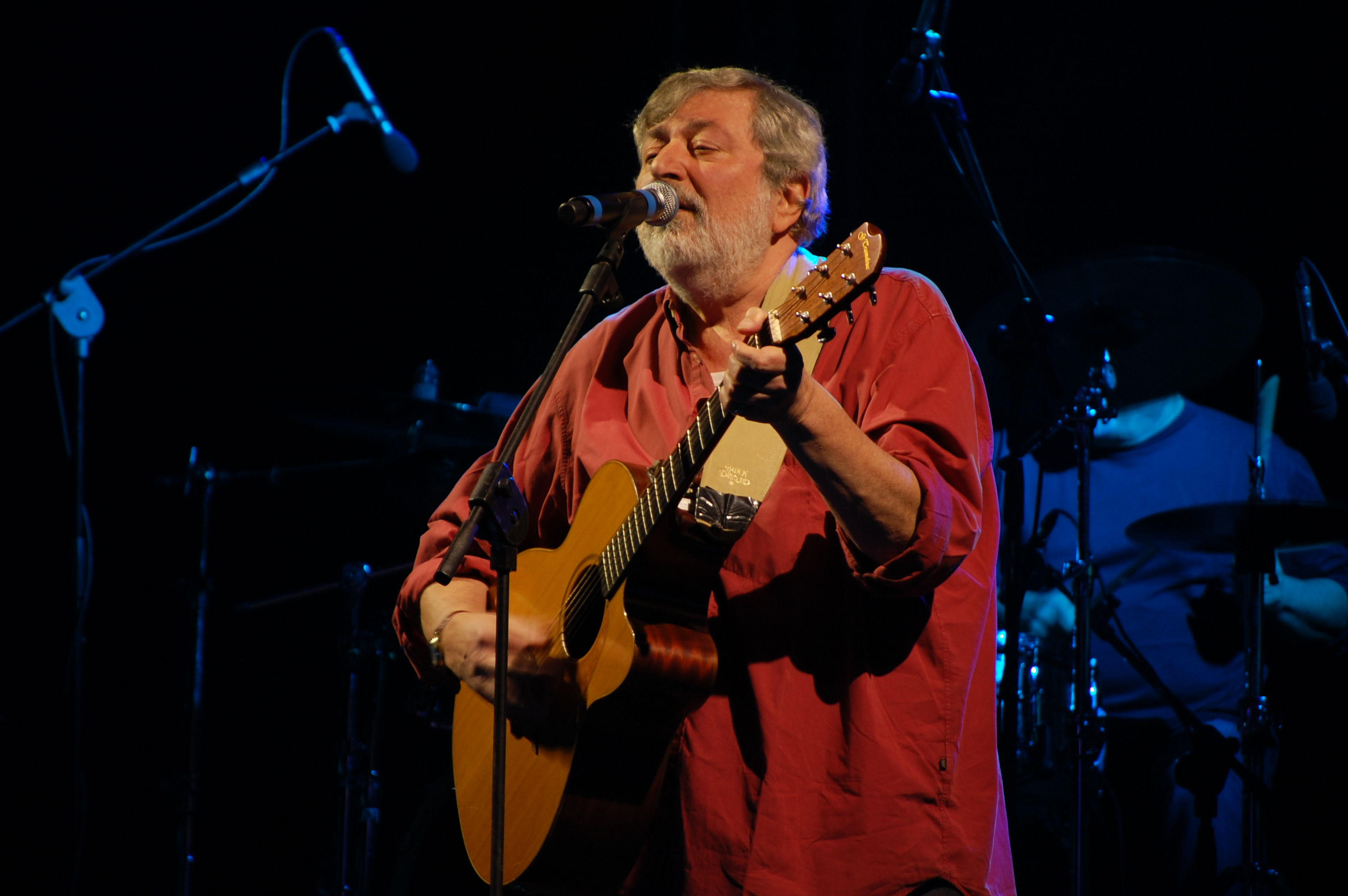
Guccini (2009)

Für das neue Album schrieb er auch ein Lied über Pàvana (Canzone di Notte n. 4) und Il testamento di un pagliaccio, ein Lied über den letzten Willen eines im Sterben liegenden Clowns. Letzteres spielte er bereits während der Tournee 2008/2009, erstmals am 20. Juni in Porretta Terme. Am 21. April 2008 berichtete La Stampa, dass Guccini mit dem Rauchen aufgehört und in der Folge stark an Gewicht zugenommen sowie Inspiration verloren habe. Er wies diese Behauptungen in der Fernsehsendung Che tempo che fa am 18. Mai 2008 jedoch zurück.
Im März 2010 erschien bei Mondadori Non so che viso avesse, eine Autobiographie Guccinis, die auch ein kritisches Nachwort von Alberto Bertoni enthält. Im Album Arrivederci, mostro! von Luciano Ligabue widmete der Musiker in diesem Jahr seinem Kollegen Guccini das Lied Caro il mio Francesco. Ligabue kritisiert im Text Bereiche der Musikszene, die von Snobismus und Widersprüchlichkeit geprägt seien. Am 28. September 2010 erschien mit Storia di altre storie eine neue Kompilation des Cantautore, mit selbst ausgewählten Liedern und einem begleitenden Kommentar von Riccardo Bertoncelli. Für das Album Chocabeck von Zucchero steuerte Guccini den Text für das Lied Un soffio caldo bei. Im Jahr 2010 benannte der Botaniker Davide Donati außerdem eine neu entdeckte Pflanzenart nach Guccini: die mexikanische Kaktusart Corynopuntia guccinii. Laut Eigenaussage hatte Donati 2008 bei Forschungen in Mexiko gerade Incontro von Guccini gehört, als er die Pflanze entdeckte.

### Spätere Projekte (seit 2011)
Am 21. April 2011 heiratete Guccini in Mondolfo Raffaella Zuccari, mit der er zuvor 15 Jahre zusammen war. 2012 kehrte er auch wieder ins Aufnahmestudio zurück und sang auf Enzo Avitabiles Black Tarantella die dialektalen Teile des Liedtextes von Gerardo nuvola ’e povere, das den Arbeitsunfall eines nach Emilia ausgewanderten Süditalieners thematisiert. Das Lied wurde mit dem Premio Amnesty Italia für seinen besonderen Einsatz für Gewissen und Menschenrechte ausgezeichnet. Im Juni beteiligte sich der Cantautore zusammen mit Zucchero, den Nomadi, Laura Pausini, Luciano Ligabue, Cesare Cremonini, Nek und den Modena City Ramblers am Benefizkonzert Concerto per l’Emilia, das in Bologna im Stadio Renato Dall’Ara stattfand und dessen Erlöse an die vom Erdbeben betroffene Bevölkerung gingen. Hierbei handelt es sich um Guccinis letzten Liveauftritt.

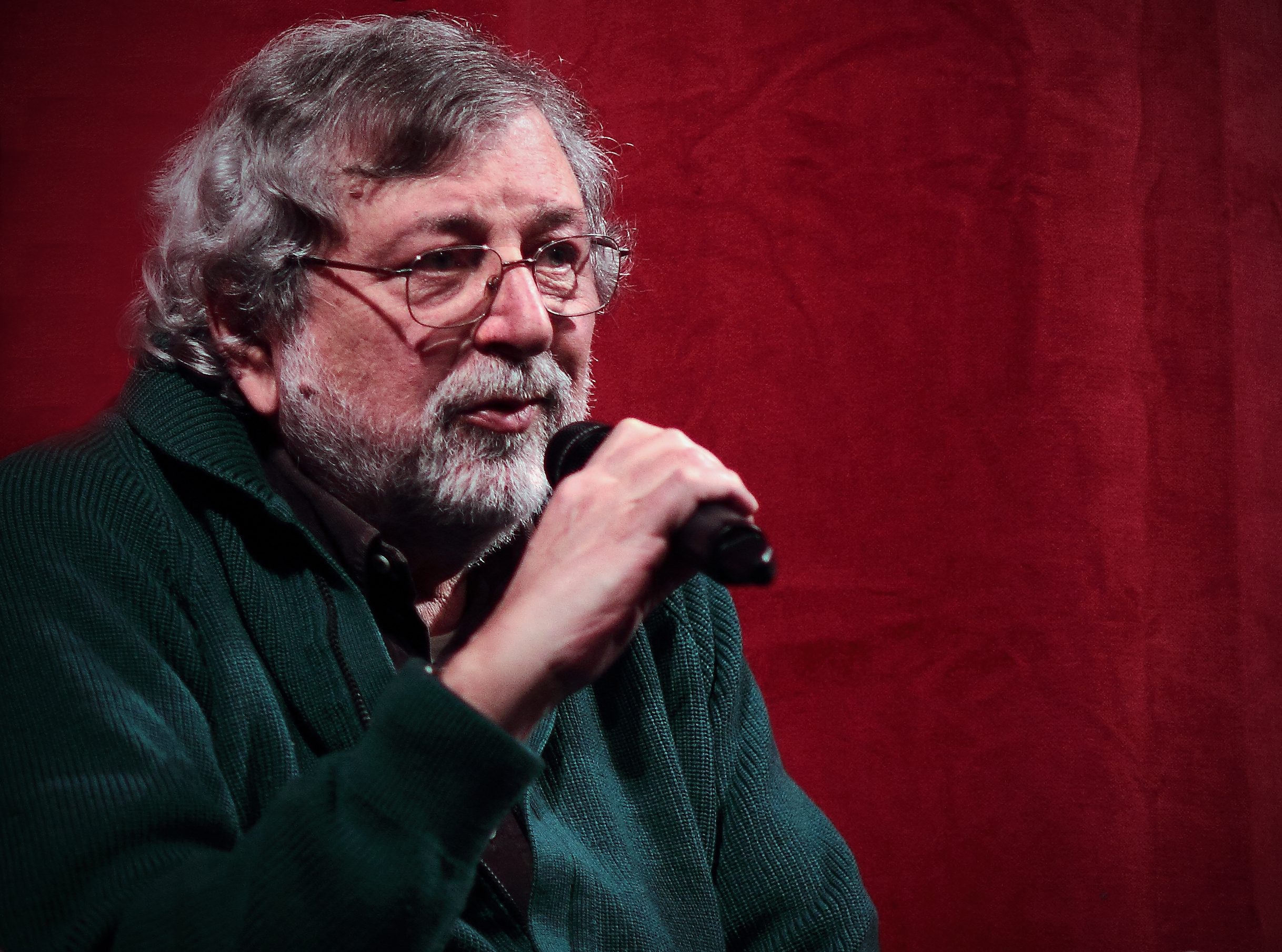
Guccini (2015)

Nach langer Arbeit erschien im November 2012 endlich das Album L’ultima Thule. Es verkaufte sich erneut gut und wurde Ende 2013 mit Doppelplatin für über 120.000 verkaufte Exemplare ausgezeichnet. Trotz des großen Erfolgs erklärte Guccini im Anschluss, seine Musikerkarriere zu beenden und weder Konzerte zu geben noch neue Alben zu veröffentlichen. Es folgte 2013 noch die DVD La mia Thule, die die Entstehung des letzten Albums dokumentiert. 2015 hatte Guccini einen kurzen Gastauftritt als Sänger im Lied Le storie che non conosci von Samuele Bersani und Pacifico, dessen Erlöse an die Stiftung Fondazione Lia gingen, die Leseworkshops für sehbehinderte Kinder in Bologna organisiert. Im selben Jahr widmete der Club Tenco Guccini die gesamte Verleihung des Tenco-Preises. Am 27. November erschien die Kompilation Se io avessi previsto tutto questo. La strada, gli amici, le canzoni. Die Deluxe-Edition umfasst fünf CDs, die Super Deluxe Edition gar zehn CDs und ein Buch.
Zwei Jahre später, im November 2017, erschien das Live-Doppelalbum L’ostaria delle dame, auf dem die Mitschnitte dreier Konzerte Guccinis in der Osteria delle Dame in Bologna aus den 80er-Jahren enthalten sind. Die Deluxe-Edition umfasst sechs CDs und ein Buch. 2018 nahm der Cantautore zusammen mit Roberto Vecchioni das Alex Zanardi gewidmete Lied Ti insegnerò a volare für Vecchionis Album L’infinito auf. Im November 2019 erschien hingegen die Kompilation Note di viaggio – Capitolo 1: venite avanti…, der erste Teil eines gemeinsamen Projektes mit Mauro Pagani: Darauf interpretierten bekannte italienische Musiker Lieder von Guccini neu. Der Cantautore selbst war mit dem neuen Lied Natale a Pavana zu hören. 2020 war Guccini zusammen mit Musikerkollegen auf einer Neuaufnahme des Liedes Crêuza de mä pe Zêna von Fabrizio De André zu hören, die für die Eröffnung des Neubaus des eingestürzten Polcevera-Viadukts in Genua entstanden war.
Im selben Jahr erschien die Kompilation Note di viaggio – Capitolo 2: non vi succederà niente, in der der Cantautore das neue Lied Migranti präsentierte.
Im November 2022, zehn Jahre nach L’ultima Thule, veröffentlichte Guccini mit Canzoni da intorto ein neues Studioalbum. Darauf interpretierte der Cantautore Volkslieder sowie Lieder anderer Künstler (darunter Mitglieder des Cantacronache und Enzo Jannacci) neu.

## Stil

### Texte

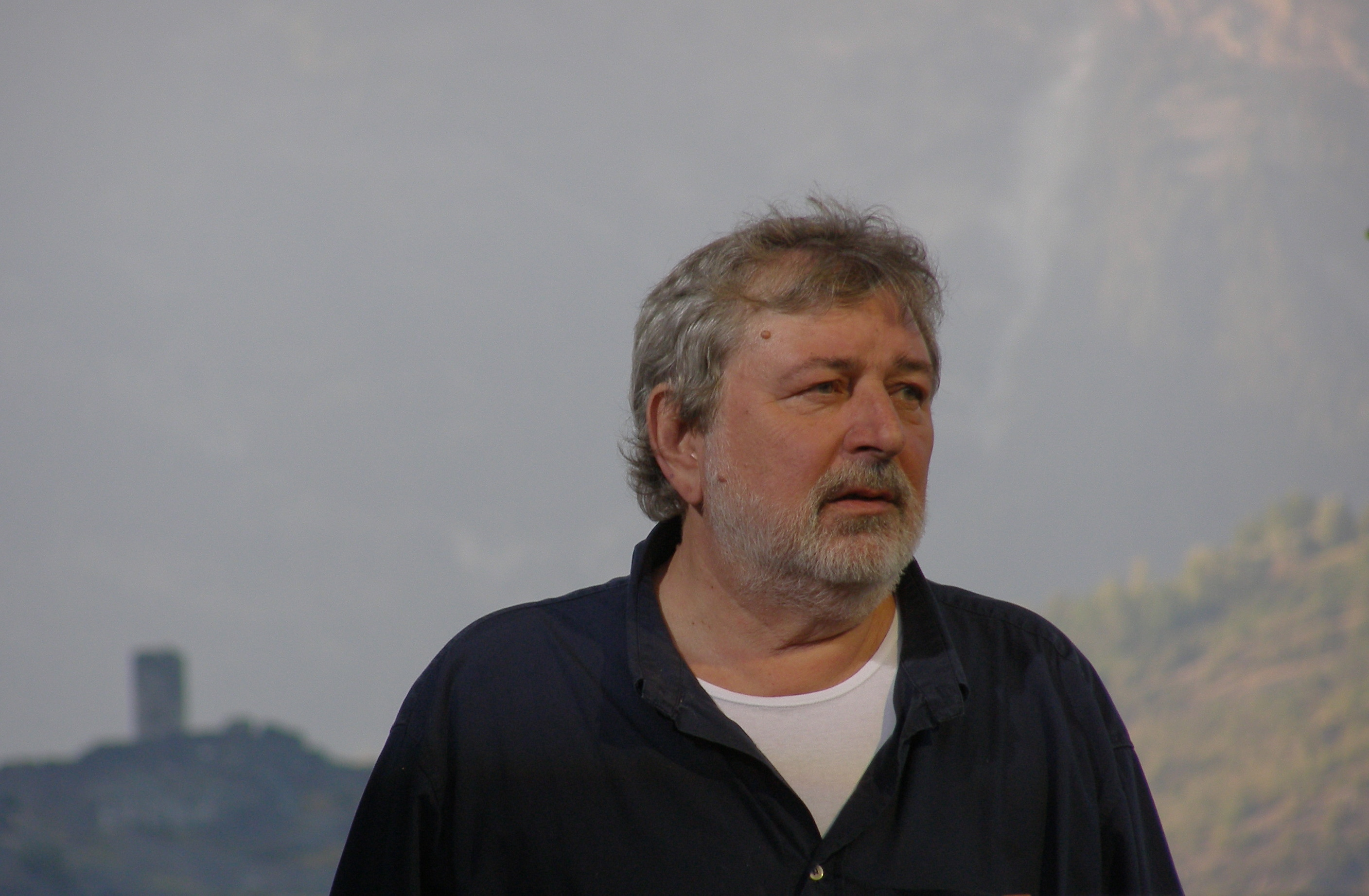
Guccini (2006)

Kennzeichnend für Guccinis Lieder sind ihr vordergründig literarischer Charakter, oft in Synthese mit volkstümlichen und populärkulturellen Elementen, und ihre enorme Themenvielfalt. Guccinis poetischer Stil ist sowohl von der italienischen Tradition (Dante, Folgóre, Carducci, D’Annunzio sowie den Dichtern des Crepuscolarismo) als auch von volkstümlichen Geschichtenerzählern inspiriert und findet weithin Anerkennung.
Guccinis Texte sind immer in gebundener Sprache verfasst und meistens metrisch sehr komplex. Die Stilmittel und metrischen Formen, auf die er zurückgreift, sind vielfältig und werden im Gesamtwerk uneinheitlich gebraucht. Die Wahl einer bestimmten Versform oder Liedstruktur (etwa der äußerst seltene Fall eines wiederholten Refrains) begründet sich häufig im Inhalt eines Liedes. Guccini variiert Reimformen und -struktur oft, auffällig häufig sind jedoch Binnenreime und Assonanzen. Unter seinen rhetorischen Stilmitteln sind Vergleiche, Antithesen, Metaphern, Anaphern, Alliterationen, Enumerationen, Synästhesien und rhetorische Fragen hervorzuheben. Im ungewöhnlichen Satzbau fallen Inversionen und Chiasmen auf, auch diese meist inhaltlich begründet. Guccini spielt üblicherweise mit unterschiedlichen Sprachebenen, im Wechsel zwischen literarisch-poetischer und alltäglicher Sprache. Durch oft originelle Wortwahl gelingt ihm eine „Poetisierung der prosaischen Alltagssprache“. Dialekteinflüsse sind auffällig selten, dialektale Wörter werden nur funktional gebraucht und oft an die Standardsprache angepasst; vereinzelte Lieder ganz im modenesischen Dialekt nehmen eine Sonderstellung im Gesamtwerk ein. Insgesamt ist Guccinis Sprache überwiegend unrhetorisch, pathosfrei und intimistisch (prominente Ausnahmen hiervon sind jedoch Lieder wie La locomotiva oder Il vecchio e il bambino [beide 1972]).
Es lassen sich in Guccinis Werk drei Typen von Liedern unterscheiden: Hauptsächlich sind dies narrative und reflexive Lieder (teilweise auch überlappend), dazu kommen deskriptive „Porträts“. Die narrativen Lieder präsentieren sich als „Mikroerzählungen in Versform“ und sind meistens mindestens fünf, oft auch bis zu acht Minuten lang. Das wohl bekannteste Lied Guccinis, La locomotiva, lässt sich diesem Typus zuordnen. Das Lied weist eine episch-filmische Erzählweise mit starker Rhetorik auf, unterstützt von Anaphern, Vergleichen und Metaphern und einer ausgefeilten metrischen Struktur. In den reflexiven Liedern thematisiert Guccini Gedanken, Erinnerungen und Beschreibungen und geht auf sehr persönliche Weise existentiellen Fragen nach, zumeist ausgehend vom Alltäglichen, wobei äußere Impressionen in innere Reflexionen übergehen. Oft wirft er dabei universelle Sinnfragen auf, ohne jedoch Antworten oder Lösungen zu geben. Ein typisches Beispiel ist das Lied Lettera (1996), in dem er sich in Briefform mit Zweifeln über Vergänglichkeit, Zeit, Leben und Tod auseinandersetzt, ausgehend von Beschreibungen seiner Umwelt. Guccinis „Porträts“ konzentrieren sich im Gegensatz zu den beiden Lied-Haupttypen auf eine einzelne Person, Stadt oder Landschaft, ohne aber dabei ganz auf erzählerische Elemente oder existentielle Gedanken zu verzichten. Die Charakterisierung des Porträtgegenstands erfolgt typischerweise indirekt, durch distanzierte Beobachtungen, und vermeidet lineare Beschreibungen. Oft wird die Beschreibung durch Nominalstil intensiviert. Bevorzugt porträtiert Guccini einfache Menschen, oft gesellschaftliche Außenseiter; doch auch Figuren aus Literatur und Geschichte wie Don Quijote, Che Guevara oder Odysseus finden ihren Platz.

### Musik
Die Musik steht in Guccinis Liedern, wie bei den Cantautori nicht ungewöhnlich, im Vergleich zu den Texten stark im Hintergrund und ist zum größten Teil auch wenig originell. Unter dem Einfluss des Cantacronache machten die Rockelemente seiner frühesten Lieder einer melodischen Monotonie Platz, wie sie typisch für Balladen aus der Volksmusik ist. Das Singen wurde so vordergründig zu einem Rezitieren des Textes, der auch werkgenetisch an erster Stelle stand – Guccini betonte selbst, dass in seinem kreativen Prozess die Musik immer erst im Nachhinein zum Text dazukomme. Wie seine internationalen Vorbilder Leonard Cohen und Bob Dylan maß der Cantautore dem musikalischen Element erst auf späteren Alben mehr Bedeutung zu und ging schrittweise zu ausgeklügelteren Kompositionen und Arrangements über.

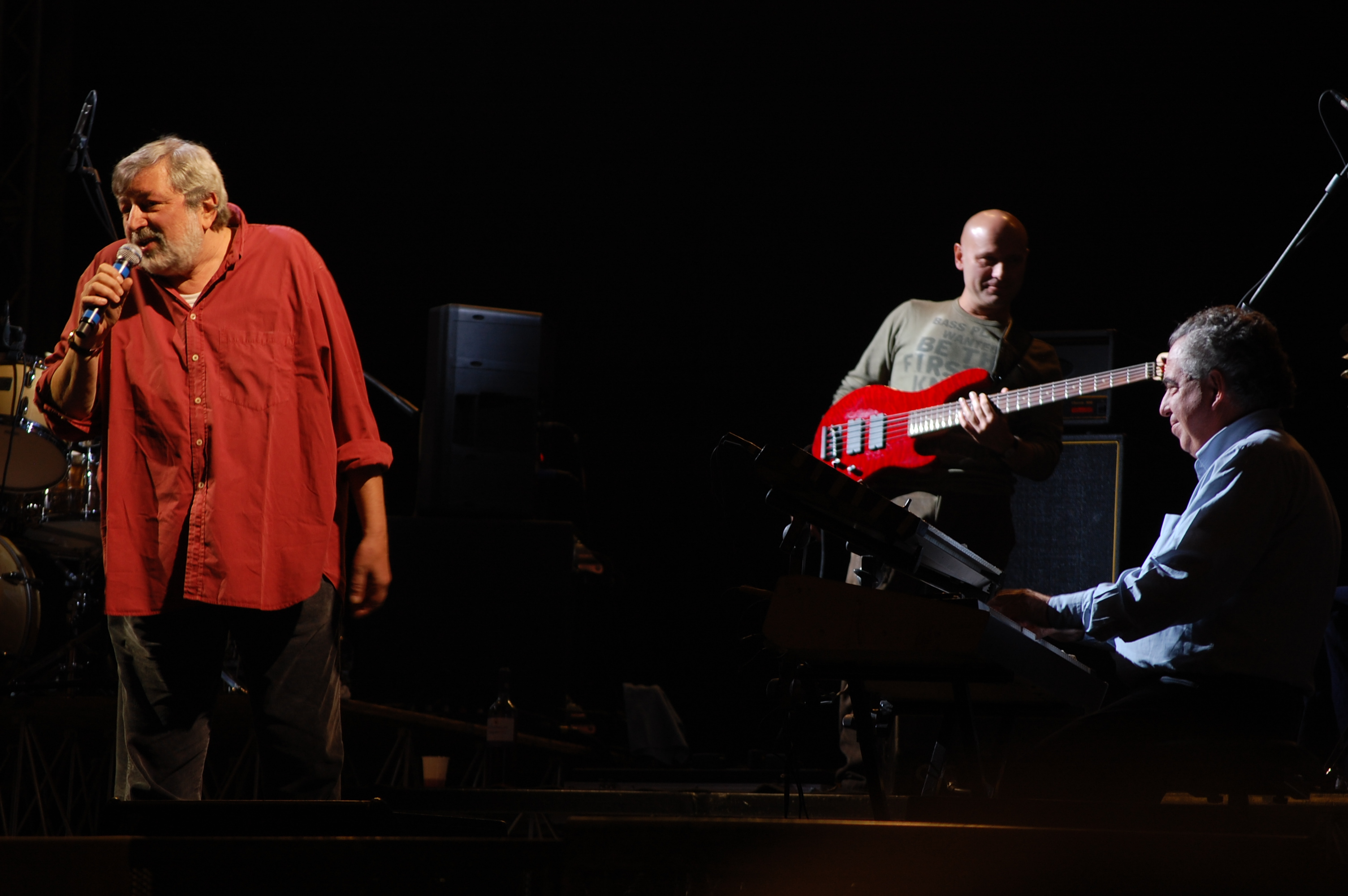
Auftritt Guccinis mit Vince Tempera (2009)

Ausgehend von der Beatmusik der 60er-Jahre, deren Stilistik auch durch die Mitwirkung von erfahrenen Studiomusikern wie Vince Tempera und Ares Tavolazzi zunehmend längeren Kompositionen ohne Refrain und mit gegenüber der Gitarre dominanterem Klavier wich, waren Guccinis erste vier Alben noch klassische Vertreter des italienischen Folk-Rock. Danach erhöhte sich die Komplexität der Musik, die Arrangements wurden dichter und entfernten sich mitunter weit von den Folk-Stereotypen der Anfänge; in Metropolis (1981) begegnen sich etwa Saxophon und Gitarre, Bass und Schlagzeug, Pfeifen, Klarinetten und Flöten. In Signora Bovary (1987) fallen außerdem die komplexeren Melodien sowie Tango-Einflüsse auf. Die musikalische Qualität von Guccinis Alben blieb jedoch auch in späteren Jahren heterogen und schlug sich nicht zuletzt in einer relativ geringen Zahl wirklich einprägsamer Lieder nieder.

### Auftritte
Guccinis Konzerte waren üblicherweise sehr interaktiv gehaltene Veranstaltungen, in denen der Cantautore nicht nur seine Lieder vortrug, sondern auch immer wieder kurze Monologe hielt, aktuelle gesellschaftliche Entwicklungen kommentierte und den Kontakt mit dem Publikum suchte. Auffallend war, dass er seine Lieder bei Auftritten fast nie improvisierend veränderte, im Gegensatz zu vielen seiner Musikerkollegen. Die Lieder gewannen jedoch durch die stark personalisierte Interpretation auf der Bühne gegenüber der Studioversion an Ausdruckskraft. Während Guccini Liveauftritte und die direkte Kommunikation mit dem Publikum sehr schätzte, vermied er es immer nach Kräften, im Fernsehen aufzutreten.

## Guccini und die Politik
Guccinis Nähe zur italienischen Linken war bekannt und in der Presse häufig Gegenstand von Kritiken. Tatsächlich sind einige seiner Lieder sozial engagiert, doch hauptsächlich gehen sein Erfolg und seine Anerkennung auf den hohen künstlerischen und literarischen Wert seiner Lieder zurück. Guccini lässt sich nur schwer in ein konventionelles politisches Spektrum einordnen; selbst sah er sich (wie der befreundete Fabrizio De André) als Anarchisten, aber auch als Liberalsozialisten, und gab an, früher PRI und PSI gewählt zu haben; er unterstützte die Sozialisten auch nach dem Aufstieg von Bettino Craxi, um dann zu PDS und DS zu wechseln. Bei vielen Gelegenheiten machte er seine politische Meinung öffentlich, meistens gegen den gemäßigten Flügel von Mitte-links gerichtet. Im Herbst 2011, anlässlich der Bürgermeisterwahlen in Porretta Terme, sprach sich Guccini für den von SEL unterstützten unabhängigen Kandidaten aus, woraufhin er der politischen Bewegung von Nichi Vendola zugeordnet wurde, auch wenn er 2014 erklärte, PD gewählt zu haben. Gleichzeitig wurde der Cantautore oft als Lieblingssänger sowohl von Politikern von Mitte-rechts als auch von Matteo Renzi genannt, wovon Guccini sich distanzierte.
Besonders deutlich werden politische Stellungnahmen in folgenden Liedern: La locomotiva, ein historischer Bericht über einen Anarchisten, Primavera di Praga von 1969, eine Kritik an der sowjetischen Besetzung der Tschechoslowakei im Rahmen des Prager Frühlings, Piccola storia ignobile von 1976, in dem er sich als Abtreibungsbefürworter zeigte, Nostra signora dell’ipocrisia von 1993, Canzone per Silvia von 1993, Don Chisciotte und Stagioni von 2000, Canzone per il Che von 2004 (gewidmet Che Guevara), Piazza Alimonda von 2004 (über die Vorfälle beim G8-Gipfel in Genua 2001), Il testamento di un pagliaccio und Su in collina von 2012 (gewidmet der Resistenza).

## Guccini als Schriftsteller
Als Schriftsteller war Guccini fast 20 Jahre tätig; zusammen mit anderen Autoren arbeitete er an Sachtexten und Belletristik zu unterschiedlichsten Themen, etwa Bürgerrechte (über den Fall Silvia Baraldini), aber auch an Comics. Er versuchte sich an verschiedenen Genres, darunter Kriminalromanen und einer Trilogie mit autobiographischen Inhalten, in der er sich als Etymologe, Historiolinguist und Lexikograf beweist. Seine Prosatexte stellen eine wesentliche Ergänzung zu seinem Lied-Werk dar und sind geprägt durch die ständige Einbeziehung seiner eigenen Wurzeln.

### Bücher

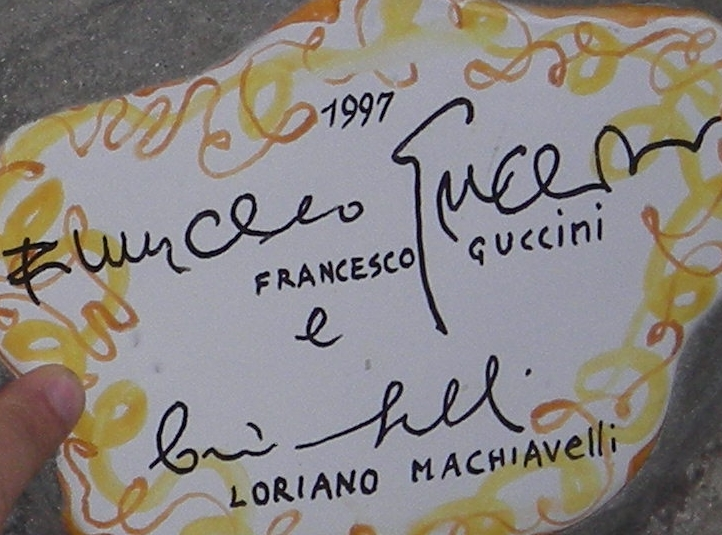
Majolika mit den Unterschriften von Guccini und Loriano Macchiavelli aus dem Jahr 1997 auf der Mauer von Alassio

Cròniche epafàniche, erschienen 1989 bei Feltrinelli, ist Guccinis erster Roman und eines seiner erfolgreichsten Werke. Zwar nicht vordergründig als Biografie gedacht, erzählt es auf autobiographische Weise über das Leben in Pàvana, das symbolträchtige Dorf der Kindheit des Cantautore. Guccini ist im Text bemüht, seine Erinnerungen zu mythifizieren und alle Erzählungen, die ihm von den Alteingesessenen aus den Bergen mitgegeben wurden, auf spannende Art zu vermitteln. Seine „philologische Genauigkeit“ fand den Zuspruch der Kritiker.
Auch seine zwei folgenden Romane, Vacca d’un cane und Cittanova blues, wurden Bestseller und bauten auf anderen Lebensphasen Guccinis auf. Während Cròniche epafàniche die Kindheit in Pàvana aufgreift, geht es in Vacca d’un cane um den nächsten Abschnitt, Guccinis Jugend in der ungeliebten Geburtsstadt Modena. Hier entwickelte er ein neues Selbstbewusstsein, aber merkte auch, dass die vom Krieg zerstörte Provinzstadt ihn in seiner intellektuellen Entwicklung einschränken würde. Daher zog er bald nach Bologna, für ihn die Erfüllung seiner Entdeckerträume. Dieses Kapitel floss in den dritten Roman Cittanòva Blues ein, der die autobiographische Trilogie abschloss. 1998 veröffentlichte Guccini das Dialektwörterbuch Dizionario del dialetto di Pàvana, in dem er sich als Mundartforscher und Übersetzer bewies.
Mit Loriano Macchiavelli schuf Guccini die Figur des Maresciallo Benedetto Santovito, der in mehreren Werken auftritt: Macaronì (1997), Un disco dei Platters (1998), Lo spirito e altri briganti (2002; Sammlung von Erzählungen) und Tango e gli altri (2007). Die Kriminalromane und -erzählungen handeln von den Erlebnissen Santovitos und folgen in Erzählweise und Sujets der klassischen Krimitradition. Guccinis Einfluss ist spürbar, wenn es um die historische Einbettung und sprachliche Feinheiten geht. Bemerkenswert ist die „epochenübergreifende Darstellung des Zeitgeistes“. Ab 2011 veröffentlichten Macchiavelli und Guccini eine weitere Krimireihe.

### Comics

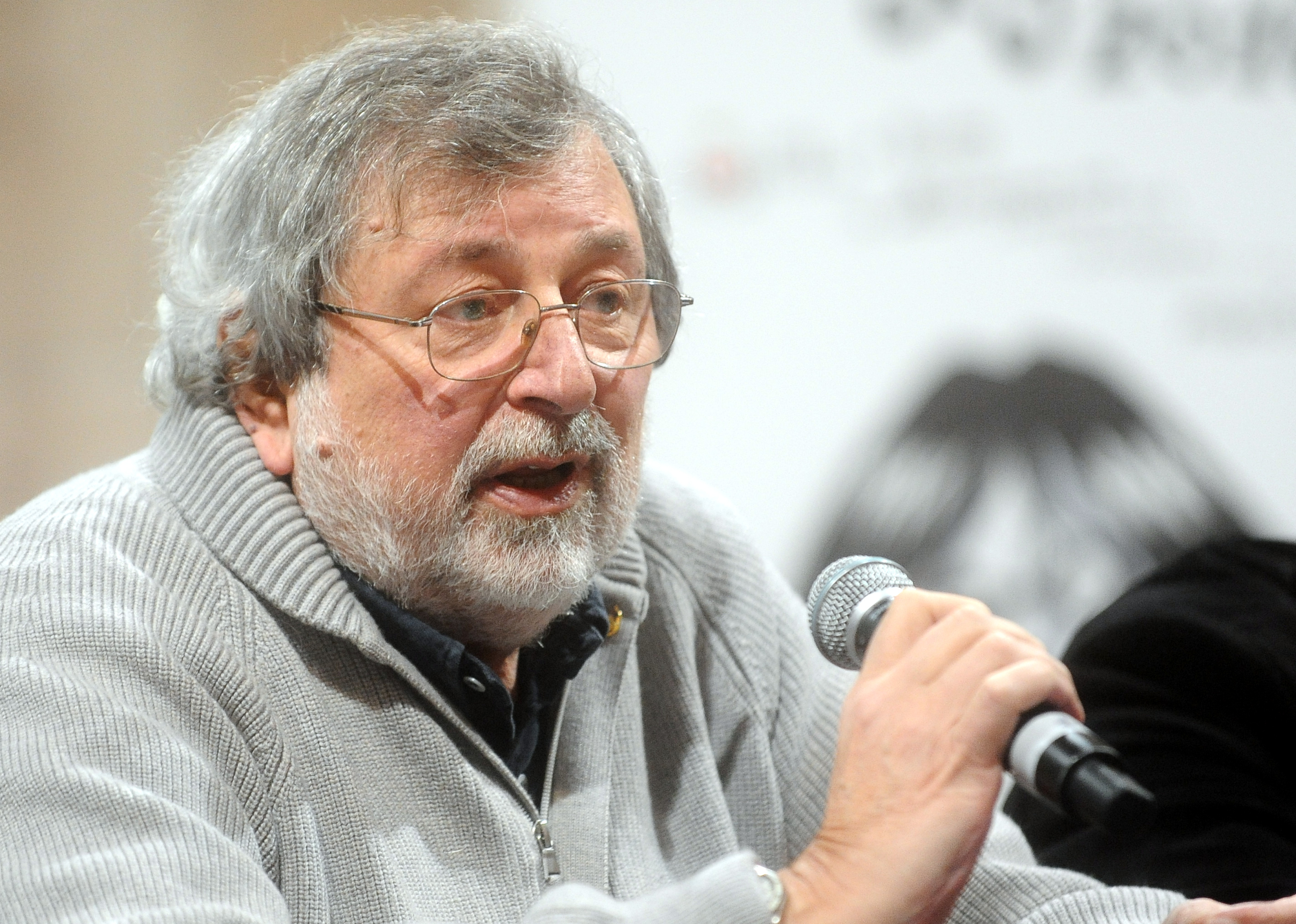
Guccini beim Comicfestival in Lucca 2016

Guccini interessierte sich seit jeher sehr für Comics, wie auch aus einigen Liedtexten hervorgeht, und war als Autor für diverse Comicalben verantwortlich, wie Vita e morte del brigante Bobini detto «Gnicche» (gezeichnet von Francesco Rubino), Lo sconosciuto (gezeichnet von Magnus); außerdem entwickelte er die Comicserie Storie dello spazio profondo, die der befreundete Bonvi zeichnete und die ab 1969 in der Zeitschrift Psyco erschien (später neu herausgegeben durch Mondadori und andere Verlage).
Im Buch, das er mit Rubino veröffentlichte, erzählt Guccini die wahre Geschichte eines Briganten namens Gnicche, der aus der Umgebung von Arezzo und Casentino stammte. Die Geschichte spielt in der zweiten Hälfte des 19. Jahrhunderts. Der Autor weist dabei einem Bauern, Giovanni Fantoni, die Rolle des Geschichtenerzählers zu, der im Verlauf der Geschichte in Versform und häufig im Dialekt über den Briganten berichtet. Zeichner Rubino orientierte sich stilistisch an Gianni De Luca und gab einer Figur Guccinis Aussehen. Der Band erschien im Dezember 1980 bei Lato Side mit einem Titelbild von Lele Luzzati, wurde seitdem jedoch nicht wieder aufgelegt.

## Guccini und der Film
In Filmen war Guccini sowohl als Schauspieler als auch als Komponist tätig. Seine erste Erfahrung als Schauspieler war Bologna. Fantasia, ma non troppo, per violino von Gianfranco Mingozzi 1976, eine Folge der Fernsehserie Raccontare la città, in der er den Dichter und Sänger Giulio Cesare Croce spielt, der die Entwicklung der Stadt Bologna über die Jahrhunderte beobachtet, zum Großteil begleitet von auf Originaltexten Croces basierenden Liedern. Weitere Schauspieler waren Claudio Cassinelli und Piera Degli Esposti, die historische Persönlichkeiten spielten.
Als Schauspieler trat er des Weiteren in I giorni cantati (1979, Regie von Paolo Pietrangeli) in Erscheinung, dessen Soundtrack Guccinis Lieder Eskimo und Canzone di notte n. 2 enthielt; außerdem in Musica per vecchi animali (1989, Regie von Umberto Angelucci und Stefano Benni); Radiofreccia (1998, Regiedebüt von Luciano Ligabue); Ormai è fatta! (1999, Regie von Enzo Monteleone); sowie Ti amo in tutte le lingue del mondo (2005), Una moglie bellissima (2007) und Io & Marilyn (2009), alle unter der Regie von Leonardo Pieraccioni. 2013 wurde er im Dokumentarfilm Alta Via dei Parchi. Viaggio a piedi in Emilia-Romagna von Enrico Brizzi in seinem Haus in Pàvana interviewt.
Der Soundtrack zu Nero (1992, Regie von Giancarlo Soldi) enthält Guccinis Lied Acque, während er zu Nenè (1977, Regie von Salvatore Samperi) den gesamten Soundtrack komponierte.

## Rezeption

### Bedeutung
Guccini ist einer der bedeutendsten italienischen Cantautori. Zusammen mit Musikerkollegen wie Fabrizio De André, Francesco De Gregori, Lucio Dalla, Roberto Vecchioni und Paolo Conte prägte er in den 1970er-Jahren ganz maßgeblich die Etablierung der Gattung des „Autorenlieds“ (canzone d’autore) innerhalb der italienischen populären Musik.
Guccinis Bedeutung gründet sich unter anderem darauf, dass er in seinen Liedern den Zeitgeist und aktuelle Ereignisse zu dokumentieren weiß und damit die Befindlichkeit einer Generation und die Atmosphäre einer Epoche einfängt. Das Lied Dio è morto etwa ist ein signifikantes zeitgeschichtliches Dokument der Befindlichkeit der Jugend in den 60er-Jahren und gleichzeitig eine universale Gesellschaftsbetrachtung. Auschwitz (1968) stellte eine der ersten Beschäftigungen mit dem Holocaust in einem italienischen Lied dar, ein Thema, das gerade zu jener Zeit in Italien neu diskutiert wurde. Verzerrt wurde die Rezeption Guccinis allerdings teilweise durch die Überbewertung politischer Rhetorik in einigen wenigen seiner Lieder; sein politisches und gesellschaftliches Engagement blieb in seinem Schaffen jedoch stets von untergeordneter Bedeutung, so wie grundsätzlich politische Protestlieder außerhalb des italienischen Autorenlieds anzusiedeln sind (vergleiche Genres italienischer populärer Musik). Guccini wurde im Vergleich zu einigen seiner Musikerkollegen auffällig selten für seine diesbezügliche Zurückhaltung kritisiert, am deutlichsten waren noch Reaktionen auf sein Album Stanze di vita quotidiana (1974).
Der Amerika-Mythos, ein bestimmendes Thema innerhalb des italienischen Autorenliedes, ist bei Guccini nachhaltig präsent: Exemplarisch lässt sich in seinem Werk nachvollziehen, wie das zunächst verklärte Bild von den USA im Lauf der 60er-Jahre radikal ins Negative kippte, verbunden mit zunehmender Kritik an Konsumgesellschaft, Imperialismus und Menschenrechtsverletzungen. Auch die regelmäßige Rezeption anderer „mythischer“ Stoffe im Autorenlied findet sich in Guccinis Werk (wenn auch nur punktuell) wieder, sowohl in der Behandlung antiker Stoffe (Odyssee) als auch in seinen wichtigen Beiträgen zum zeitgenössischen Mythos um Che Guevara. Nicht zuletzt lässt sich in Guccinis Liedern die sehr um Innovation bemühte und stark personalisierte Herangehensweise der Cantautori an das altbekannte Lied-Sujet Liebe beobachten. Seine Liebeslyrik ist meist von der für ihn typischen Skepsis geprägt und vermeidet (von ganz wenigen Ausnahmen abgesehen) eine direkte und unmittelbare Thematisierung der Liebe, was sich in der Eigenbezeichnung canzoni quasi d’amore, „Beinahe-Liebeslieder“, ausdrückt.
Einzigartig ist Guccinis besondere ästhetische und ideologische Kontinuität und Kompromisslosigkeit über den Lauf seiner gesamten Karriere. Er machte sich einen Namen als relativ fatalistischer Beobachter des Lebens, mit Liedern über existenzielle Ängste, immer mit einem Blick für das Lokale und Provinzielle. Seit der Mitte der 70er-Jahre waren seine Albenveröffentlichungen auch durchwegs kommerziell erfolgreich (in den späteren Jahren erreichten drei Alben Guccinis die Spitze der italienischen Charts), doch seine ungebrochene Beliebtheit in der Öffentlichkeit fußte maßgeblich auf seinen populären Konzerten. Für seine generationenübergreifende kulturelle Bedeutung spielt auch seine Wahrnehmung als einsame und unbestechliche moralische Instanz und Identifikationsfigur eine nicht zu vernachlässigende Rolle. Viele seiner Lieder sind ins kulturelle Gedächtnis Italiens eingegangen.
Neben seiner Liedproduktion fand auch Guccinis Vielseitigkeit als kultureller Mittler zwischen verschiedenen literarischen Genres große Anerkennung. Im Rahmen der Verleihung der Ehrendoktorwürde durch die Universität Bologna wurde seine Lust an der sprachlichen Ausdruckssuche, bei der nichts dem Zufall überlassen würde, hervorgehoben. Ergänzt durch seine Buchveröffentlichungen nimmt Guccini vordergründig die Rolle eines talentierten Geschichtenerzählers ein. Dabei trägt er zu einer persönlich geprägten Erinnerungskultur und einer Veredelung der Erzählkultur bei. Die sonst vergleichsweise seltene Doppelrolle als Musiker und Schriftsteller verstärkt seinen singulären Status innerhalb der italienischen Cantautori. Sowohl seine Lieder als auch seine Prosawerke wurden mit mehreren Literaturpreisen bedacht.

### Auszeichnungen (Auswahl)
- Durch den Club Tenco erhielt Guccini folgende Preise:
  - 1975 – Tenco-Preis für die Karriere[154]
  - 1987 – Targa Tenco für das Lied Scirocco (mit Juan Carlos Biondini)[124]
  - 1990 – Targa Tenco für das Lied Canzone delle domande consuete[124]
  - 1994 – Targa Tenco für das Album Parnassius Guccinii[124]
  - 2000 – Targa Tenco für das Lied Ho ancora la forza (mit Ligabue)[124]
  - 2015 – Targa Tenco für das Lied Le storie che non conosci (Samuele Bersani und Pacifico mit Guccini)[124]
- 1992 – Premio Librex Montale, Kategorie Poetry for Music, für Canzone delle domande consuete[217]
- 1997 – Premio Alassio Centolibri – Un Autore per l’Europa für das Buch Macaronì. Romanzo di santi e delinquenti (mit Loriano Macchiavelli)[218]
- 2004 – Targa Ferré für die Poesie seiner Lieder[219]
- 2005 – Premio Giuseppe Giacosa – Parole per la musica für die Verbindung von Musik und Worten[220]
- 2007 – Riccio d’argento, Kategorie Bestes Livealbum Cantautore[221]
- 2007 – Premio Scerbanenco für das Buch Tango e gli altri. Romanzo di una raffica, anzi tre (mit Loriano Macchiavelli)[222]
- 2008 – Literaturpreis Ceppo Cultura del Verde[223]
- 2008 – Premio Arturo Loria für das Buch Icaro[224]
- 2010 – Premio Chiara, Kategorie Le Parole della Musica[225]
- 2013 – Premio Amnesty Italia (mit Enzo Avitabile)[149]

### Ehrungen
- Ehrendoktorwürde in Bildungswissenschaften; verliehen von der Università di Bologna und der Università degli Studi di Modena e Reggio Emilia am 21. Oktober 2002.[27]
- Verdienstorden der Italienischen Republik (Offizier); verliehen auf Initiative von Präsident Carlo Azeglio Ciampi am 26. Mai 2004.[226]
- Ehrendoktorwürde in Sozialwissenschaften; verliehen von der American University of Rome am 21. Mai 2012.[227]

## Diskografie

### Studioalben
| Jahr | Titel Musiklabel                            | Höchstplatzierung, Gesamtwochen, AuszeichnungChartplatzierungen (Jahr, Titel, Musiklabel, Platzierungen, Wochen, Auszeichnungen, Anmerkungen) | Höchstplatzierung, Gesamtwochen, AuszeichnungChartplatzierungen (Jahr, Titel, Musiklabel, Platzierungen, Wochen, Auszeichnungen, Anmerkungen) | Anmerkungen                                                 |
| Jahr | Titel Musiklabel                            | IT | CH | Anmerkungen                                                 |
| ---- | ------------------------------------------- | --- | --- | ----------------------------------------------------------- |
| 1967 | Folk beat n. 1 La voce del padrone          | — | — |                                                             |
| 1970 | Due anni dopo Columbia/EMI                  | — | — |                                                             |
| 1970 | L’isola non trovata Columbia/EMI            | — | — |                                                             |
| 1972 | Radici Columbia/EMI                         | IT23 (3 Wo.)IT | — |                                                             |
| 1974 | Stanze di vita quotidiana Columbia/EMI      | IT15 (16 Wo.)IT | — |                                                             |
| 1976 | Via Paolo Fabbri 43 Columbia/EMI            | IT2 (41 Wo.)IT | — |                                                             |
| 1978 | Amerigo EMI                                 | IT4 (17 Wo.)IT | — |                                                             |
| 1981 | Metropolis EMI                              | IT4 (18 Wo.)IT | — |                                                             |
| 1983 | Guccini EMI                                 | IT4 (18 Wo.)IT | — |                                                             |
| 1987 | Signora Bovary EMI                          | IT4 (16 Wo.)IT | — |                                                             |
| 1990 | Quello che non… EMI                         | IT3 (12 Wo.)IT | — |                                                             |
| 1994 | Parnassius Guccinii EMI                     | IT3 (13 Wo.)IT | — |                                                             |
| 1996 | D’amore di morte e di altre sciocchezze EMI | IT1 (18 Wo.)IT | — |                                                             |
| 2000 | Stagioni EMI                                | IT1 (18 Wo.)IT | — |                                                             |
| 2004 | Ritratti EMI                                | IT1 (18 Wo.)IT | — | Erstveröffentlichung: 20. Februar 2004                      |
| 2012 | L’ultima Thule EMI                          | IT3 ×2Doppelplatin · (30 Wo.)IT | — | Erstveröffentlichung: 27. November 2012 Verkäufe: + 120.000 |
| 2022 | Canzoni da intorto Universal Music Italia   | IT2 Platin · (10 Wo.)IT | CH29 (3 Wo.)CH | Erstveröffentlichung: 18. November 2022 Verkäufe: + 50.000  |
| 2023 | Canzoni da osteria Universal Music Italia   | IT2 Gold · (8 Wo.)IT | — | Erstveröffentlichung: 10. November 2023 Verkäufe: + 25.000  |

grau schraffiert: keine Chartdaten aus diesem Jahr verfügbar

### Livealben
| Jahr | Titel Musiklabel                                       | Höchstplatzierung, Gesamtwochen, AuszeichnungChartsChartplatzierungen (Jahr, Titel, Musiklabel, Platzierungen, Wochen, Auszeichnungen, Anmerkungen) | Anmerkungen                              |
| Jahr | Titel Musiklabel                                       | IT | Anmerkungen                              |
| ---- | ------------------------------------------------------ | --- | ---------------------------------------- |
| 1973 | Opera buffa Columbia/EMI                               | IT23 (3 Wo.)IT |                                          |
| 1980 | Album concerto EMI                                     | IT18 (15 Wo.)IT | Francesco Guccini & Nomadi               |
| 1984 | Fra la via Emilia e il west EMI                        | IT15 (8 Wo.)IT |                                          |
| 1988 | …quasi come Dumas… EMI                                 | IT22 (2 Wo.)IT |                                          |
| 1998 | Guccini Live Collection EMI                            | IT3 Gold (2014) · (39 Wo.)IT | Verkäufe: + 25.000                       |
| 2005 | Anfiteatro live EMI                                    | IT5 (17 Wo.)IT | Erstveröffentlichung: 30. September 2005 |
| 2017 | L’ostaria delle dame Universal                         | IT12 (8 Wo.)IT | Erstveröffentlichung: 3. November 2017   |
| 2024 | Fra la via Emilia e il west (40th Anniversary Edition) | IT47 (3 Wo.)IT |                                          |

Außerdem erschien 2001 exklusiv für die Radiotelevisione Svizzera Francesco Guccini Live @ RTSI.

### Kompilationen
| Jahr | Titel Musiklabel                                                | Höchstplatzierung, Gesamtwochen, AuszeichnungChartsChartplatzierungen (Jahr, Titel, Musiklabel, Platzierungen, Wochen, Auszeichnungen, Anmerkungen) | Anmerkungen                                                                 |
| Jahr | Titel Musiklabel                                                | IT | Anmerkungen                                                                 |
| ---- | --------------------------------------------------------------- | --- | --------------------------------------------------------------------------- |
| 2006 | The Platinum Collection EMI                                     | IT15 Gold (2015) · (20 Wo.)IT | Erstveröffentlichung: 10. November 2006 Verkäufe: + 25.000;                 |
| 2010 | Storia di altre storie EMI                                      | IT7 Gold · (21 Wo.)IT | Erstveröffentlichung: 28. September 2010 Verkäufe: + 30.000                 |
| 2015 | Se io avessi previsto tutto questo Universal                    | IT5 Platin · (26 Wo.)IT | Erstveröffentlichung: 27. November 2015 Verkäufe: + 50.000                  |
| 2019 | Note di viaggio – Capitolo 1: Venite avanti… Universal          | IT3 Gold · (13 Wo.)IT | Erstveröffentlichung: 14. November 2019 mit Mauro Pagani Verkäufe: + 25.000 |
| 2020 | Note di viaggio – Capitolo 2: Non vi succederà niente Universal | IT3 (8 Wo.)IT | Erstveröffentlichung: 9. Oktober 2020 mit Mauro Pagani                      |

### Singles
| Jahr | Titel Album                                       | Höchstplatzierung, Gesamtwochen, AuszeichnungChartsChartplatzierungen (Jahr, Titel, Album, Platzierungen, Wochen, Auszeichnungen, Anmerkungen) | Anmerkungen                                        |
| Jahr | Titel Album                                       | IT | Anmerkungen                                        |
| --- | ------------------------------------------------- | --- | -------------------------------------------------- |
| 2012 | L’ultima volta L’ultima Thule                     | IT59 (2 Wo.)IT |                                                    |
| 2015 | Le storie che non conosci –                       | IT86 (1 Wo.)IT | Samuele Bersani & Pacifico feat. Francesco Guccini |
| Folgende Lieder erschienen nicht als Single, wurden aber durch das Album zum Download und Streaming bereitgestellt und konnten somit eine Platzierung erlangen: |                                                   | |                                                    |
| |                                                   | |                                                    |
| 2025 | L’avvelenata (Pretesto) Mentre Los Angeles Brucia | IT86 (1 Wo.)IT | Fabri Fibra feat. Francesco Guccini                |

Weitere Singles und Lieder
- 1968: Un altro giorno è andato / Il bello
- 1970: Lui e lei / Due anni dopo
- 1976: L’avvelenata – IT: Gold (2018) [151]
- 1977: Nenè / Tema di Ju
- 1970: Vedi cara – IT: Gold (2019) [151]
- 1981: L’Italia di Francesco Guccini (1981)
- 1993: Samantha
- 1996: Lettera
- 1996: Cirano – IT: Gold (2024) [151]
- 2000: Stagioni / Inverno ’60
- 2000: Addio / E un giorno…
- 2004: Una canzone
- 2006: Nella giungla

## Filmografie
Schauspieler
- 1976: Fantasia, ma non troppo, per violino – Regie: Gianfranco Mingozzi
- 1979: I giorni cantati – Regie: Paolo Pietrangeli
- 1979: Amerigo – Nascita di una canzone (Dokumentarfilm) – Regie: Pier Farri
- 1987: Le lunghe ombre – Regie: Gianfranco Mingozzi
- 1989: Musica per vecchi animali – Regie: Stefano Benni, Umberto Angelucci
- 1998: Radiofreccia – Regie: Luciano Ligabue
- 1999: Ormai è fatta! – Regie: Enzo Monteleone
- 2005: Ti amo in tutte le lingue del mondo – Regie: Leonardo Pieraccioni
- 2006: Ignazio – Regie: Paolo Pietrangeli
- 2006: Dove la bellezza non si annoia mai – Regie: Francesco Conversano, Nene Grignaffini
- 2006: Sessantotto – L’utopia della realtà (Dokumentarfilm) – Regie: Ferdinando Vicentini Orgnani
- 2007: Una moglie bellissima – Regie: Leonardo Pieraccioni
- 2009: Io & Marilyn – Regie: Leonardo Pieraccioni
- 2012: Il risveglio del fiume segreto (Dokumentarfilm) – Regie: Alessandro Scillitani
- 2013: La mia Thule (Dokumentarfilm) – Regie: Francesco Conversano, Nene Grignaffini
- 2015: La linea gialla – Regie: Francesco Conversano, Nene Grignaffini

Komponist
- 1977: Nenè – Die Frühreife (Nenè) – Regie: Salvatore Samperi

## Bibliografie
Mit Loriano Macchiavelli
- Macaronì. Romanzo di santi e delinquenti. Mondadori, Mailand 1997, ISBN 88-04-41753-6.
  - Der einsame Weg. Goldmann, München 1998, ISBN 3-442-43987-6 (übersetzt von Bruno Genzler).
- Un disco dei Platters. Romanzo di un maresciallo e una regina. Mondadori, Mailand 1998, ISBN 88-04-45062-2.
  - Tod im Apennin. Goldmann, München 2000, ISBN 3-442-44588-4 (übersetzt von Bruno Genzler).
- Questo sangue che impasta la terra. Mondadori, Mailand 2001, ISBN 88-04-48814-X.
  - Die Teufelsgrube. Goldmann, München 2003, ISBN 3-442-45248-1 (übersetzt von Bruno Genzler).
- Lo Spirito e altri briganti. Mondadori, Mailand 2002, ISBN 88-04-50272-X.
- Tango e gli altri. Romanzo di una raffica, anzi tre. Mondadori, Mailand 2007, ISBN 978-88-04-56128-6.
- Malastagione. Mondadori, Mailand 2011, ISBN 978-88-04-60667-3.
  - Schlechte Saison. btb Verlag, München 2013, ISBN 978-3-442-74541-8 (übersetzt von Christiane von Bechtolsheim).
- La pioggia fa sul serio. Romanzo di frane e altri delitti. Mondadori, Mailand 2014, ISBN 978-88-04-63478-2.
  - Trübe Aussichten. btb Verlag, München 2016, ISBN 978-3-442-71375-2 (übersetzt von Christiane von Bechtolsheim).
- Tempo da Elfi. Romanzo di boschi, lupi e altri misteri. Giunti, Mailand 2017, ISBN 978-88-09-85070-5.
  - Die Spur der Wölfe. btb Verlag, München 2020, ISBN 978-3-442-71773-6 (übersetzt von Christiane von Bechtolsheim).
- Che cosa sa Minosse. Storia di fantasmi e gente strana. Giunti, Mailand 2020, ISBN 978-88-09-86906-6.

Weitere Bücher
- Cròniche epafàniche. Feltrinelli, Mailand 1989, ISBN 88-07-01391-6.
- Vacca d’un cane. Feltrinelli, Mailand 1993, ISBN 88-07-01460-2.
- La legge del bar e altre comiche. Comix, Bologna 1996, ISBN 88-7686-690-6.
- Dizionario del dialetto di Pàvana. Pro loco-Gruppo di studi alta valle del Reno, Pàvana-Porretta Terme 1998.
- Storia di altre storie. Mit Vincenzo Cerami. Piemme, Casale Monferrato 2001, ISBN 88-384-5150-8 (später Storia di altre storie. Il gioco della memoria. Piemme, 2012, ISBN 978-88-566-2955-2).
- Il vecchio e il bambino, la canzone di Francesco Guccini. Mit Zeichnungen von Fabio Magnasciutti. Lapis, Rom 2002, ISBN 88-87546-50-9.
- Cittanòva blues. Romanzo. Mondadori, Mailand 2003, ISBN 88-04-52249-6.
- L’uomo che reggeva il cielo. Libreria dell’Orso, Pistoia 2005, ISBN 88-7415-024-5.
- Icaro. Mondadori, Mailand 2008, ISBN 978-88-04-56221-4.
- Non so che viso avesse. La storia della mia vita. Mondadori, Mailand 2010, ISBN 978-88-04-58362-2.
- Dizionario delle cose perdute. Mondadori, Mailand 2012, ISBN 978-88-04-61285-8.
- Nuovo dizionario delle cose perdute. Mondadori, Mailand 2014, ISBN 978-88-04-63440-9
- Piccolo manuale dei giochi di una volta. Mondadori, Mailand 2015, ISBN 978-88-04-65249-6
- Un matrimonio, un funerale, per non parlare del gatto. Mondadori, Mailand 2015, ISBN 978-88-04-65806-1
- Tralummescuro. Giunti, Florenz 2019, ISBN 978-88-09-89213-2.
- Storie liete, fiabe nere e tempi andati. Rizzoli, Mailand 2021, ISBN 978-88-17-15668-4.
- Tre cene (l’ultima invero è un pranzo). Giunti, Mailand 2021, ISBN 978-88-09-95008-5.

## Belege
1. ↑  Massimo Cotto: Un altro giorno è andato. Giunti, Florenz 1999, S. 11: „Allora si nasceva in casa. Io in via Domenico Cucchiari 22. Modena. È il 14 giugno 1940.“
2. ↑  Massimo Cotto: Un altro giorno è andato. Giunti, Florenz 1999, S. 11: „Mia madre Ester Prandi, da Carpi, siccome cominciavano a essere razionati i generi alimentari, si trasferì a Pàvana, nella casa dei nonni paterni.“
3. 1 2  Linda Altomonte: Intervista a Francesco Guccini. Associazione Spazio Interiore e Ambiente, 5. Dezember 2007, abgerufen am 19. Februar 2017 (italienisch).
4. ↑  Massimo Cotto: Un altro giorno è andato. Giunti, Florenz 1999, S. 79: „Nel 1972 mi venne l’idea di scrivere una canzone che parlasse di radici, di appartenenza a qualcosa o a qualcuno“
5. ↑  Massimo Cotto: Un altro giorno è andato. Giunti, Florenz 1999, S. 101: „Mi affascinava da sempre l’idea di una canzone su Enrico, il mio prozio emigrato in America. C’è un confronto continuo tra la sua America – emarginata, di fatica, di sconfitte – e la mia – fatta di miti e immaginazioni, di viaggi di fantasia.“
6. ↑  Massimo Cotto: Un altro giorno è andato. Giunti, Florenz 1999, S. 20: „A un certo punto, dicevo, tornammo a Modena. Non fu un grande ritorno, per me… A Modena era diverso e lo sarebbe sempre stato…“
7. ↑  Massimo Cotto: Un altro giorno è andato. Giunti, Florenz 1999, S. 80: „Modena è per me l’esilio da Pàvana e l’attesa di Bologna. Modena è ‘mia nemica strana’, la mia adolescenza, il periodo forse più tragico della mia vita perché nell’immediato dopoguerra le aspettative e le speranze erano tante e le possibilità di realizzarle quasi nulle.“
8. ↑  Francesco Guccini, biography. Concerto Management, archiviert vom Original am 9. Januar 2014; abgerufen am 19. Februar 2017 (italienisch).
9. ↑  Feste dei diplomati. La “Festa del diploma” 2007. Istituto Magistrale Statale “Carlo Sigonio”, archiviert vom Original am 25. April 2012; abgerufen am 19. Februar 2017.
10. ↑  Massimo Cotto: Un altro giorno è andato. Giunti, Florenz 1999, S. 24: „Andavo alla stessa scuola di Pavarotti, solo che, quando lui era in quarta, io frequentavo la prima“
11. ↑  Paolo Jachia: Francesco Guccini: 40 anni di storie romanzi canzoni. Editori Riuniti, Roma 2002, S. 94/206.
12. ↑  Massimo Cotto: Un altro giorno è andato. Giunti, Florenz 1999, S. 132: „Una sera, riguardando quella foto in cui siamo fintamente assorti a guardare le bocce, mi venne voglia di scrivere una canzone, provando a pensare come pensava lui, alla sua voglia di sesso o, più semplicemente, di normalità.“
13. ↑  Massimo Cotto: Un altro giorno è andato. Giunti, Florenz 1999, S. 26: „Nel frattempo trovai un lavoro come istitutore in un collegio di Pesaro. Era l’autunno 1959… Mi licenziarono dopo un mese e mezzo.“
14. ↑  Massimo Cotto: Un altro giorno è andato. Giunti, Florenz 1999, S. 26: „Entravo in redazione alle tre del pomeriggio e rimanevo fino alle tre di notte, tornando a casa solo per la cena. Non c’erano feste domenicali e l’unico permesso era per l’ultimo giorno dell’anno…“
15. 1 2  Francesco Guccini: Non so che viso avesse.  Mondadori, 2010, S. 71–74.
16. ↑  Gigi Vesigna: La gavetta dei VIP? In: Oggi. 12. Juni 2013, S. 94–98.
17. ↑  Massimo Cotto: Un altro giorno è andato. Giunti, Florenz 1999, S. 40: „Mi diedi alla musica… ‘Voglio fare l’orchestrale.’ E così fu.“
18. ↑  Massimo Bernardini (Hrsg.): Guccini. Franco Muzio Editore, Padua 1987, S. 11.
19. ↑  Massimo Cotto: Un altro giorno è andato. Giunti, Florenz 1999, S. 40–41: „La band si chiamava, con somma originalità, Marinos… Dissi agli altri musicisti ‘Ragazzi, Marinos fa schifo’… Ci voleva un nome giovane, brillante. Gatti non ci sembrava male… In quell’estate 1961 suonammo per due mesi alle terme di Sassuolo… D’inverno un bell’ingaggio allo Chalet del lago di San Vito di Cadore… Quell’inverno andammo a suonare perfino in Svizzera.“
20. ↑  Cesare Rizzi / Fulvio Beretta: Enciclopedia del rock italiano. Arcana, 1993, ISBN 88-7966-022-5, S. 75: „La sigla cambia da Hurricanes a Snakes e diventa I Gatti quando i tre si uniscono ai Marinos di Alfio Cantarella.“
21. 1 2 3  Massimo Bernardini (Hrsg.): Guccini. Franco Muzio Editore, Padua 1987, S. 12.
22. ↑  Francesco Guccini: Non so che viso avesse. Mondadori, 2010, S. 66–67.
23. ↑  Dario Borlandelli: “Metti una sera a Pavana…” – Intervista a Francesco Guccini e Loriano Macchiavelli. In: FrancescoGuccini.net. 13. Januar 2012, archiviert vom Original am 24. September 2015; abgerufen am 19. Februar 2017 (italienisch).
24. ↑  Massimo Cotto: Un altro giorno è andato. Giunti, Florenz 1999, S. 46: „tutto andò per il meglio… era una pacchia“
25. ↑  Massimo Cotto: Un altro giorno è andato. Giunti, Florenz 1999, S. 51: L’antisociale non era l’unica canzone che avevo scritto e tenuto (perché molte le buttavo, un po’ per pudore un po’ per vergogna) prima di partire militare. C’erano, tra le tante, anche Vecchio gasometro, Se lungo i giorni, La ballata degli annegati e Venerdì santo. Canzoni un po’ diverse dai fugaci esperimenti degli esordi. Rimanevano comunque tentativi.
26. ↑  Massimo Cotto: Un altro giorno è andato. Giunti, Florenz 1999, S. 62: „Era Pier Farri: ‘Tra poco Victor va militare. Se vuoi entrare nel gruppo, ti aspettiamo a braccia aperte.’ Ci pensai qualche giorno, poi dissi di no.“
27. 1 2 3 4  Laurea ad honorem a Francesco Guccini. In: Alma News. Universität Bologna, 2002, archiviert vom Original am 14. Dezember 2006; abgerufen am 19. Februar 2017 (italienisch).
28. ↑  Massimo Cotto: Un altro giorno è andato. Giunti, Florenz 1999, S. 57: „Rizzardi, docente di Inglese… Dopo l’esame mi chiamò da parte: ‘Un mio vecchio studente è diventato rettore di un college americano che sta per aprire una sede a Bologna. Si chiamerà Dickinson. Mi hanno offerto una cattedra’… Fu così che iniziai la mia carriera di insegnante al Dickinson, ruolo che sarebbe stato mio per vent’anni, dal 1965 al 1985, anche se solo per un mese l’anno: settembre.“
29. ↑  Emiliano Liuzzi: Francesco Guccini: “Ecco perché non nasce una nuova leva di cantautori”. In: IlFattoQuotidiano.it. 14. November 2012, abgerufen am 1. Juni 2020 (italienisch).
30. ↑  Carlo Pestelli: An Escape from Escapism. The Short History of Cantacronache. In: Franco Fabbri, Goffredo Plastino (Hrsg.): Made in Italy. Studies in Popular Music. Routledge, London 2016, ISBN 978-1-138-21342-5, S. 153.
31. ↑  Massimo Cotto: Un altro giorno è andato. Giunti, Florenz 1999, S. 51: „Importante fu il Cantacronache di Fausto Amodei, Sergio Liberovici e Michele Straniero, che mi introdusse nel mondo delle canzoni popolari e anarchiche.“
32. ↑  Massimo Cotto: Un altro giorno è andato. Giunti, Florenz 1999, S. 59: „Per invogliarmi e darmi qualche punto di riferimento, un giorno mi regalarono una copia di Freewheelin’, secondo album di un per me ancora sconosciuto menestrello americano di nome Bob Dylan.“
33. ↑  Folk Beat N. 1. In: Discografia Nazionale della Canzone Italiana. Abgerufen am 19. Februar 2017 (italienisch).
34. ↑  Massimo Cotto: Un altro giorno è andato. Giunti, Florenz 1999, S. 59: „nel novembre 1964 scrissi tre pezzi: Auschwitz, È dall’amore che nasce l’uomo e Noi non ci saremo.“
35. ↑  Fernsehbeitrag La mia vita. Francesco Guccini si racconta a Rai 3: „Così iniziò la mia vita musicale.“
36. ↑  Artikel von Carlo Giovetti. In: Big, Nr. 52/1966, S. 17.
37. ↑  Michelangelo Romano: Roberto Vecchioni: Canzoni e spartiti. Lato Side, Roma 1979, S. 17.
38. ↑  Massimo Cotto: Portavo allora un eskimo innocente. Giunti, Florenz 2007, S. 94.
39. ↑  Federico Betti: Recensione: Francesco Guccini – Folk Beat n. 1. In: Storiadellamusica.it. Abgerufen am 19. Februar 2017.
40. ↑  Auschwitz (Canzone del bambino nel vento). In: Antiwarsongs.org. Abgerufen am 19. Februar 2017.
41. ↑  Man on the Ledge – Auschwitz. Rod MacDonald, abgerufen am 19. Februar 2017.
42. ↑  Gigi Vesigna: La sinfonia dei Nomadi. In: Storiaradiotv.it. Archiviert vom Original am 15. Mai 2013; abgerufen am 19. Februar 2017.
43. ↑  Angela Barwig: Francesco Guccini und die Entwicklung des italienischen Autorenliedes. Lit, Berlin 2008, S. 351–352.
44. ↑  Diamoci del tu (marzo-aprile 1967). In: GiorgioGaber.org. Archiviert vom Original (nicht mehr online verfügbar) am 20. Februar 2017; abgerufen am 19. Februar 2017.  Info: Der Archivlink wurde automatisch eingesetzt und noch nicht geprüft. Bitte prüfe Original- und Archivlink gemäß Anleitung und entferne dann diesen Hinweis.
45. ↑  Massimo Cotto: Un altro giorno è andato. Giunti, Florenz 1999, S. 62: „decise di incidere alcuni miei brani, oltre che di commissionarmene altri. Le biciclette bianche e Incubo n.4 furono composte a quattro mani: lei la musica, io li testo; Cima Vallona… Caterina avrebbe poi inciso anche due versioni di Per fare un uomo e Dio è morto…“
46. ↑  Dio è morto. Giuseppe Cirigliano, abgerufen am 19. Februar 2017.
47. ↑  Lucia Maritato: Dio è morto, il testo di Guccini che tanto fece discutere. In: Eroica Fenice. 25. September 2018, abgerufen am 25. Mai 2020 (italienisch).
48. ↑  Ezio Guaitamacchi: 1000 canzoni che ci hanno cambiato la vita. Rizzoli, Mailand 2009, ISBN 978-88-17-03392-3, S. 915.
49. ↑  Lando Buzzanca – Il Bello. In: Discogs. Abgerufen am 19. Februar 2017.
50. ↑  Massimo Cotto: Un altro giorno è andato. Giunti, Florenz 1999, S. 69: „Nel dicembre 1968 suonai alla Cittadella d’Assisi…“
51. ↑  Il Pirata Pacioccone e Manodifata a Roma. In: Konferenz Dizionario delle cose perdute. La playlist del nostro passato. Fondazione Musica per Roma, 10. März 2012.
52. ↑  Massimo Cotto: Un altro giorno è andato. Giunti, Florenz 1999, S. 56: „io segnalai Bonvi, che si trasferì così a Bologna“
53. ↑  Paolo Jachia: Francesco Guccini: 40 anni di storie romanzi canzoni. Editori Riuniti, Rom 2002, S. 91–94.
54. ↑  Paolo Jachia: Francesco Guccini: 40 anni di storie romanzi canzoni. Editori Riuniti, Rom 2002, S. 76–77.
55. ↑  Paolo Jachia: Francesco Guccini: 40 anni di storie romanzi canzoni. Editori Riuniti, Rom 2002, S. 116–117/135.
56. ↑  Massimo Cotto: Un altro giorno è andato. Giunti, Florenz 1999, S. 69: „chiamai con me Deborah Kooperman, amica americana studentessa a Bologna che mi insegnò molti segreti della chitarra e del folk.“
57. ↑  Massimo Cotto: Un altro giorno è andato. Giunti, Florenz 1999, S. 59: „il fingerpicking, un maledetto arpeggio che avrei decifrato compiutamente soltanto nel 1969 grazie a Deborah Kooperman, meraviglioso personaggio sbarcato a Bologna da New York con una borsa di studio e un bagaglio di conoscenze straordinario.“
58. ↑  Massimo Cotto: Un altro giorno è andato. Giunti, Florenz 1999, S. 70: „Nel gennaio 1970 partii per gli Stati Uniti“
59. ↑  Massimo Cotto: Un altro giorno è andato. Giunti, Florenz 1999, S. 72: „Di quei tempi mi resta la barba. Non l’ho più fatta, da allora. Forse ho paura di vedere che cosa c’è sotto e più di me ha paura mia figlia. Per evitarle shock, resterò così per sempre, nascondendole le mie vere fattezze.“
60. ↑  Angela Barwig: Francesco Guccini und die Entwicklung des italienischen Autorenliedes. Lit, Berlin 2008, S. 360–361.
61. ↑  Massimo Cotto: Un altro giorno è andato. Giunti, Florenz 1999, S. 89: „Curiosamente, la mia foto sulla copertina di Via Paolo Fabbri 43 è la stessa, solo più sgranata, che era stata precedentemente inserita sul retro di Stanze: uno scatto preso da mia moglie a Santorini, in Grecia, nel 1971.“
62. ↑  Massimo Cotto: Un altro giorno è andato. Giunti, Florenz 1999, S. 74: „Il Gozzano de ‘La più bella’ è alla base de ‘L’isola non trovata’; il Salinger del ‘Giovane Holden’ ha influenzato non poco "La Collina".“
63. ↑  Massimo Cotto: Un altro giorno è andato. Giunti, Florenz 1999, S. 72: „scrissi L'orizzonte di K.D., dove K.D. sono le iniziali di Karen Dunn, sorella di Eloise. Karen, in realtà, non c’entrava nulla. Per pudore o per orgoglio non volli indirizzare la canzone a Eloise, o meglio la indirizzai a lei fingendo di parlare a un’altra.“
64. ↑  Massimo Cotto: Un altro giorno è andato. Giunti, Florenz 1999, S. 77: „Nel 1971 partecipai anche a una trasmissione televisiva. si chiamava Speciale Tre Milioni…“
65. ↑  Massimo Cotto: Un altro giorno è andato. Giunti, Florenz 1999, S. 77: „Tra i molti cantanti presenti, strinsi amicizia in particolare con Claudio Baglioni, molto simpatico e gran barzellettiere e burlaiolo.“
66. ↑  Massimo Cotto: Un altro giorno è andato. Giunti, Florenz 1999, S. 79: „Roberta, che nel frattempo era diventata mia moglie, con sommo gaudio dei miei genitori.“
67. ↑  Artikel Il disastro di ieri alla ferrovia – l’aberrazione di un macchinista. In: Il Resto del Carlino, 21. Juli 1893.
68. ↑  Massimo Cotto: Un altro giorno è andato. Giunti, Florenz 1999, S. 57: „Penso alla ‘fiaccola dell’anarchia’, immagine che non userei mai nel linguaggio di tutti i giorni, e a La locomotiva tutta: essendo una canzone scritta cercando di imitare i vecchi autori anarchici, doveva necessariamente possedere più d’un grammo di retorica.“
69. 1 2  Emmanuele Margiotta: Francesco Guccini. Ritratto di un cantastorie. In: Ondarock.it. Claudio Fabretti, abgerufen am 19. Februar 2017.
70. ↑  Massimo Cotto: Un altro giorno è andato. Giunti, Florenz 1999, S. 79: „La copertina fu una grande idea, almeno credo. Si tratta della foto dei miei bisnonni, con dietro mio nonno, mio prozio con le due sorelle.“
71. ↑  Massimo Cotto: Un altro giorno è andato. Giunti, Florenz 1999, S. 102: „E tra i nomi compare ancora Guccini Enrico di Francesco. Amerigo.“
72. ↑  Paolo Jachia: Francesco Guccini: 40 anni di storie romanzi canzoni. Editori Riuniti, Rom 2002, S. 62–68.
73. ↑  Claudio Lolli, biografia. In: Rockol.it. Abgerufen am 19. Februar 2017.
74. ↑  Paolo Jachia: Francesco Guccini: 40 anni di storie romanzi canzoni. Editori Riuniti, Roma 2002, S. 12/19.
75. ↑  Massimo Cotto: Un altro giorno è andato. Giunti, Florenz 1999, S. 84/85: „Fu un disco inventato e da me non voluto… Non mi convincono, e nemmeno allora mi convincevano, gli arrangiamenti. Ma la colpa è in buona parte anche mia, perché, sebbene io compaia ufficialmente nelle vesti di arrangiatore lasciai tutto in mano a Pier Farri. […] Quando Renzo Fantini mi suggerì di mettere ‘I fichi’, io nicchiai. Avevo ed ho tuttora qualche dubbio“
76. ↑  Leon Ravasi: Il grande vecchio: Guccini in concerto a Milano. In: Bielle.org. 3. Februar 2004, archiviert vom Original am 19. November 2010; abgerufen am 19. Februar 2017.
77. ↑  Francesco Guccini al Paladozza. In: Postfiera.org. 3. Dezember 2008, archiviert vom Original am 20. Februar 2017; abgerufen am 19. Februar 2017.
78. ↑  Federica Pegorin: Francesco Guccini. Cantore di vita. Effata Editrice, 2006, ISBN 88-7402-184-4, S. 145.
79. ↑  Massimo Cotto: Un altro giorno è andato. Giunti, Florenz 1999, S. 85: „Pier Farri, inoltre, cominciava a non andarmi più tanto bene e con Stanze di vita quotidiana raggiunse il punto più basso“
80. ↑  Massimo Cotto: Un altro giorno è andato. Giunti, Florenz 1999, S. 63: „Riccardo Bertoncelli, che, nella recensione di Stanze di vita quotidiana aveva scritto che ormai ero entrato nella routine di un disco l’anno e che non avevo più niente da dire e che, dunque, se continuavo a fare canzoni era solo per fare soldi.“
81. ↑  Massimo Cotto: Un altro giorno è andato. Giunti, Florenz 1999, S. 63: „Contro di lui scrissi L’avvelenata, con la strofa incriminata…“
82. ↑  Esami di Stato 2003-2004. In: Educazione & Scuola. Abgerufen am 19. Februar 2017.
83. ↑  Daniela Camboni: «Mi sento imbarazzato e insieme contento. Ma cosa c’entro con Cicerone e Raffaello?» Atuttascuola, archiviert vom Original am 10. April 2010; abgerufen am 19. Februar 2017 (Artikel aus dem Corriere della Sera vom 17. Juni 2004).
84. ↑  Paolo Jachia: Francesco Guccini: 40 anni di storie romanzi canzoni. Editori Riuniti, Rom 2002, S. 94.
85. ↑  Guido Racca: M&D Top 100 Year-End: Singoli & Album 1960-2018. Selbstverlag, 2019, ISBN 978-1-980329-12-1, S. 177.
86. ↑  Federica Pegorin: Francesco Guccini. Cantore di vita. Effata Editrice, 2006, ISBN 88-7402-184-4, S. 146–147.
87. ↑  Matteo Sommariva: Guccini: tra fiasco e chitarra. In: Mentelocale.it. 1. April 2005, abgerufen am 19. Februar 2017.
88. ↑  Mario Luzzato Fegiz: Mai più un’Avvelenata, è tempo di gialli. In: Corriere della Sera. 2. April 1998, S. 37 (corriere.it (Memento vom 12. November 2012 im Internet Archive) [abgerufen am 19. Februar 2017]).
89. ↑  Francesco Guccini stregato dal talent show di Rai 2. “X Factor salverà la musica”. In: Il Tempo. Il Sole 24 Ore, 19. Januar 2009, archiviert vom Original am 26. Februar 2009; abgerufen am 19. Februar 2017.
90. ↑  Massimo Cotto: Un altro giorno è andato. Giunti, Florenz 1999, S. 94: Via Paolo Fabbri 43 è ricca di citazioni della mia vita quotidiana… Poi, c’è Borges che mi ha promesso di parlare direttamente col persiano (Omar Al Khayyam)… ebbene sì, lo confesso, sono stato il primo cantante a citare Roland Barthes in un brano…
91. ↑  Massimo Cotto: Un altro giorno è andato. Giunti, Florenz 1999, S. 95–96: „In Via Paolo Fabbri ci sono tre eroine della canzone italiana: due evidenti (‘Alice e Marinella’), una più nascosta (‘la piccola infelice’ cioè Lilly). Frecciatine rivolte a De Gregori, De André, Venditti. Mi sembrava avessero accettato più facilmente di me anche gli aspetti negativi di questo mestiere. Io ho impiegato più tempo. Infatti ‘i miei eroi eran poveri e si chiedevano troppi perché’.“
92. ↑  Massimo Cotto: Un altro giorno è andato. Giunti, Florenz 1999, S. 97: „Rimango legato anche ad altre canzoni del disco… ‘Il pensionato’, dove metto in atto uno dei miei vizi preferiti: osservare, confrontare per trovare differenze e similitudini.“
93. ↑  Federica Pegorin: Francesco Guccini. Cantore di vita. Effata Editrice, 2006, ISBN 88-7402-184-4, S. 51.
94. ↑  Paolo Jachia: Francesco Guccini: 40 anni di storie romanzi canzoni. Editori Riuniti, Rom 2002, S. 85.
95. ↑  Massimo Cotto: Un altro giorno è andato. Giunti, Florenz 1999, S. 97: „pareva quasi vivesse un presente assurdo, fatto di passato (antiche cortesie e vecchi odori, riti quotidiani e lampadine fioche, minestre riscaldate e tic-tac di sveglia che enfatizzava ogni secondo) e di futuro (la paura del domani, il presentimento che di lui sarebbe rimasta ‘soltanto un’impressione che ricorderemo appena’).“
96. ↑  Claudio Bernieri: Non sparate sul cantautore vol. 2º. Edizioni Mazzotta, Mailand 1978, S. 10.
97. ↑  Claudio Bernieri: Non sparate sul cantautore vol. 2º. Edizioni Mazzotta, Mailand 1978, S. 69.
98. ↑  Claudio Bernieri: Non sparate sul cantautore vol. 2º. Edizioni Mazzotta, Mailand 1978, S. 6–7.
99. ↑  Massimo Cotto: Un altro giorno è andato. Giunti, Florenz 1999, S. 124: „Mi piace ricordare anche Culodritto, che è dedicata a mia figlia Teresa“
100. ↑  Biografia di Francesco Guccini. In: ViaFabbri43.net. Abgerufen am 19. Februar 2017.
101. ↑  Massimo Cotto: Un altro giorno è andato. Giunti, Florenz 1999, S. 101: „La canzone che dà il titolo all’album è la più bella, completa, finita, ricca di cose e forse una delle più belle che io abbia mai scritto.“
102. ↑  Angela Barwig: Francesco Guccini und die Entwicklung des italienischen Autorenliedes. Lit, Berlin 2008, S. 356–358.
103. ↑  Massimo Cotto: Un altro giorno è andato. Giunti, Florenz 1999, S. 107: Album Concerto, il live realizzato con i Nomadi. Un disco dal vivo con i ragazzi di Novellara mi sembrava una buona cosa.
104. ↑  Massimo Cotto: Un altro giorno è andato. Giunti, Florenz 1999, S. 87: „Stanze di vita quotidiana è il disco che più ho odiato nella mia vita“
105. ↑  Massimo Cotto: Un altro giorno è andato. Giunti, Florenz 1999, S. 110: „Lo intitolai METROPOLIS perché parlava di città, ma non di città qualunque: Bisanzio, Venezia, Bologna, Milano, ovvero centri e metropoli con una storia e un’alta valenza simbolica.“
106. ↑  Massimo Cotto: Un altro giorno è andato. Giunti, Florenz 1999, S. 110–115: „Lo intitolai METROPOLIS perché parlava di città, ma non di città qualunque: Bisanzio, Venezia, Bologna, Milano, ovvero centri e metropoli con una storia e un’alta valenza simbolica… storie metropolitane di ordinaria desolazione“
107. ↑  Massimo Cotto: Un altro giorno è andato. Giunti, Florenz 1999, S. 114: „In METROPOLIS c’è anche una canzone non mia, Venezia, scritta da Gian Piero Alloisio su musica del bassista della loro assemblea, Bigi… Presi il testo, lo adattai modificandolo leggermente…“
108. 1 2  Paolo Jachia: La canzone d’autore italiana 1958-1997. Feltrinelli, 1998, ISBN 88-07-81471-4, S. 117–118.
109. ↑  Maria Luisa Putti: Francesco Guccini… e le parole sognate. In: Omero.it. 4. Februar 2001, archiviert vom Original (nicht mehr online verfügbar) am 20. Februar 2017; abgerufen am 19. Februar 2017 (italienisch).  Info: Der Archivlink wurde automatisch eingesetzt und noch nicht geprüft. Bitte prüfe Original- und Archivlink gemäß Anleitung und entferne dann diesen Hinweis.
110. ↑  Massimo Cotto: Un altro giorno è andato. Giunti, Florenz 1999, S. 112: „Siamo noi umani che gli attribuiamo dei colori, il mare non sa di esistere, il mare semplicemente è.“
111. ↑  Massimo Cotto: Un altro giorno è andato. Giunti, Florenz 1999, S. 112: „Per certi passaggi di Bisanzio mi ispirai anche a Procopio di Cesarea, che aveva scritto Storia segreta, un feroce libello di denuncia dei vizi di corte…“
112. ↑  Andrea Pedrinelli (Hrsg.): Giorgio Gaber – Gli anni ’80. Radio Fandango / Rai Trade, Rom 2008, S. 121.
113. ↑  Giampiero Alloisio. In: Bielle.org. Archiviert vom Original am 17. September 2008; abgerufen am 19. Februar 2017.
114. ↑  Massimo Cotto: Un altro giorno è andato. Giunti, Florenz 1999, S. 119: „Nacque a Pàvana ed è il resoconto di ciò che non fu mai, ovvero un sogno mai avverato“
115. ↑  Massimo Cotto: Un altro giorno è andato. Giunti, Florenz 1999, S. 121: „Un verso di Isaia… è alla base della canzone omonima.“
116. ↑  Massimo Cotto: Un altro giorno è andato. Giunti, Florenz 1999, S. 119: „creammo anche per i concerti una band fissa che, con poche ma significative eccezioni, mi accompagna ancora oggi.“
117. ↑  Massimo Cotto: Un altro giorno è andato. Giunti, Florenz 1999, S. 123: „Il 1984 è l’anno del grande concerto in Piazza maggiore. Vent’anni dopo Auschwitz. Arrivarono in tanti, dai Nomadi a Paolo Conte, da Giorgio Gaber a Deborah Kooperman.“
118. ↑  Massimo Cotto: Un altro giorno è andato. Giunti, Florenz 1999, S. 123: „In tutti noi c’è una signora Bovary, che non è madame Bovary, perché non siamo all’altezza.“
119. ↑  Felice Liperi: Storia della Canzone italiana. Rai-Eri, 1999, S. 309.
120. ↑  Massimo Cotto: Un altro giorno è andato. Giunti, Florenz 1999, S. 117: „Il mio amico Baudelaire, così chiamato perché scriveva poesie ed era più visionario di Sartre, dopo che in Bologna, l’avrei inserito anche in Scirocco… è lui il protagonista, quello lasciato dalla ragazza perché è sposato e non se la sente di separarsi…“
121. ↑  Massimo Cotto: Un altro giorno è andato. Giunti, Florenz 1999, S. 124: „perché le buone canzoni difficilmente invecchiano, ma gli arrangiamenti sì. Così, a volte, è bene ripulirli e rimetterci le mani.“
122. ↑  Massimo Cotto: Un altro giorno è andato. Giunti, Florenz 1999, S. 124: „Siccome le canzoni erano quasi tutte provenienti da Due anni dopo e siccome erano trascorsi vent’anni da quel mio secondo disco, pensai che avrei potuto intitolarlo Vent’anni dopo. Poi, optai per Quasi come Dumas…, in omaggio al romanzo Vent’anni dopo, pubblicato dal grande scrittore francese nel 1845.“
123. ↑  Federica Pegorin: Francesco Guccini. Cantore di vita. Effata Editrice, 2006, ISBN 88-7402-184-4, S. 150.
124. 1 2 3 4 5 6  Albo d’Oro. Targa Tenco alla canzone. Club Tenco, archiviert vom Original am 11. August 2020; abgerufen am 25. Mai 2020.
125. ↑  Massimo Cotto: Un altro giorno è andato. Giunti, Florenz 1999, S. 136: „Mi piaceva l’idea di due ragazzi che si sfiorano e poi subito si perdono e anche gli inusuali accostamenti di parole.“
126. ↑  Francesco Guccini: Oh tu, vecchio Bob Dylan. In: Maggie’s Farm. Abgerufen am 19. Februar 2017.
127. ↑  Massimo Cotto: Un altro giorno è andato. Giunti, Florenz 1999, S. 135: „il titolo echeggia Farewell Angelina, la canzone scritta da Bob Dylan per Joan Baez, con tanto di citazione interna: ‘The triangle tingles / and the trumpet plays slow’.“
128. ↑  Paolo Jachia: La canzone d’autore italiana 1958-1997. Feltrinelli, 1998, ISBN 88-07-81471-4, S. 154.
129. ↑  Nero. Full Cast & Credits. In: IMDb. Abgerufen am 19. Februar 2017.
130. ↑  Massimo Cotto: Un altro giorno è andato. Giunti, Florenz 1999, S. 138: „Il brano d’apertura, Lettera, è dedicato a Bonvi e Victor Sogliani.“
131. ↑  Massimo Cotto: Un altro giorno è andato. Giunti, Florenz 1999, S. 140: „cambiai perciò molte cose, attualizzandola e personalizzandola, insomma.“
132. ↑  Paolo Jachia: La canzone d’autore italiana 1958-1997. Feltrinelli, 1998, ISBN 88-07-81471-4, S. 120–123.
133. ↑  Massimo Cotto: Un altro giorno è andato. Giunti, Florenz 1999, S. 140: Stelle, canzone d’amore diciamo più universale, dove amore fa rima con stupore, è nata in una di quelle notti in cui resto incantato a guardar il cielo e a domandarmi, banalmente finché si vuole ma in modo del tutto spontaneo e naturale, che cosa ci facciamo noi qui, piccoli piccoli e in fondo al mondo, quando lassù ci sono tali meraviglie.
134. ↑  (39748) Guccini. In: JPL Small-Body Database Browser. California Institute of Technology / NASA, abgerufen am 19. Februar 2017.
135. ↑  Massimo Cotto: Un altro giorno è andato. Giunti, Florenz 1999, S. 140: „Non ho seguito tutte le fasi della lavorazione, ho semplicemente dato il mio assenso alla Emi affinché lo pubblicasse. La prova che io non c’entro è data da quel terribile errore ortografico in copertina: nel titolo ‘Un altro giorno è andato’, ‘un altro’ è scritto con l’apostrofo. Mi sono indignato assai. Tutto, dalla grafica alla copertina alla scelta delle canzoni, è stato fatto con il mio assenso, ma senza di me.“
136. 1 2 3 4  Donal Cantonetti: Francesco Guccini. Ritratto di un cantastorie. In: Ondarock.it. Abgerufen am 19. Februar 2017 (Interview aus dem Wochenmagazin Avvenire).
137. ↑  Guccini si prende subito la vetta della hit parade. In: La Repubblica. 1. März 2004 (repubblica.it [abgerufen am 19. Februar 2017]).
138. ↑  Francsco Guccini – Anfiteatro live. In: Musicaitaliana.com. Archiviert vom Original am 25. Januar 2009; abgerufen am 19. Februar 2017.
139. ↑  Alessandra Vitali: Nello spoglio gli intrusi e gli inaspettati anche Guccini e la moglie di D’Alema. In: Repubblica.it. 8. Mai 2006, abgerufen am 19. Februar 2017.
140. ↑  The Platinum Collection (2006). In: ViaFabbri43.net. Abgerufen am 19. Februar 2017.
141. ↑  Artikel Vero Plauto firmato Guccini, in: Il Resto del Carlino, 6. Dezember 2006.
142. ↑  Comunicato Stampa: Tributo a Francesco Guccini a Catanzaro. In: Rockol.it. 29. März 2007, abgerufen am 19. Februar 2017.
143. ↑  Il cantautore in concerto al palazzo dello sport di Padova. In: Corrieredelveneto.it. Corriere della Sera, 20. Januar 2010, abgerufen am 19. Februar 2017.
144. ↑  Rispieghiamo Guccini per chi era assente. In: Geocities.com. Archiviert vom Original am 27. Oktober 2009; abgerufen am 19. Februar 2017 (Interview von Federico Vacalebre in Il Mattino, 14. März 2007).
145. ↑  Marco Zatterin: Guccini: il mio genio andato in fumo. In: LaStampa.it. 21. April 2008, archiviert vom Original am 18. Mai 2014; abgerufen am 19. Februar 2017.
146. ↑  Franco Giubilei: Guccini: ho scritto un’autobiografia perché il cerchio si chiude. In: LaStampa.it. 6. Februar 2010, archiviert vom Original am 18. Mai 2014; abgerufen am 19. Februar 2017.
147. ↑  Artikel in Piante Grasse 30 (4), 2010.
148. ↑  Emiliano Liuzzi: Guccini sposo silenzioso . Come in una sua canzone. In: IlFattoQuotidiano.it. 21. April 2011, abgerufen am 19. Februar 2017 (italienisch).
149. 1 2  La consegna del Premio Amnesty Italia a Guccini. Associazione Culturale Voci per la Libertà, 25. Juli 2013, abgerufen am 19. Februar 2017 (italienisch).
150. ↑  Davide Turrini: Guccini, Ligabue, Pausini, Nomadi e forse Vasco. Il 25 giugno un concerto pro terremotati. In: IlFattoQuotidiano.it. 2. Juni 2012, abgerufen am 19. Februar 2017 (italienisch).
151. 1 2 3 4 5 6 7 8 9 10 11 12  Certificazioni. FIMI, abgerufen am 3. Juni 2020 (italienisch).
152. ↑  Marinella Venegoni: Guccini: mai più dischi né concerti (Ma “L’ultima Thule” è bellissimo). In: LaStampa.it. 29. November 2012, abgerufen am 19. Februar 2017 (italienisch).
153. ↑  Piero D’Ottavio: Samuele Bersani: “Così ho convinto Guccini a cantare con me ‘Le storie che non conosci’”. In: Repubblica.it. 29. Mai 2015, abgerufen am 19. Februar 2017 (italienisch).
154. 1 2  Il “Tenco 2015” dedicato a Francesco Guccini. In: Premiotenco.it. Club Tenco, 8. Juli 2015, archiviert vom Original am 13. August 2018; abgerufen am 19. Februar 2017 (italienisch).
155. ↑  Arianna Galati: Francesco Guccini, Se io avessi previsto tutto questo – Gli amici, la strada, le canzoni: l’opera omnia in 4 (o 10) cd. In: Soundsblog.it. 30. November 2015, abgerufen am 24. Mai 2020 (italienisch).
156. ↑  Esce ‘L’Ostaria delle Dame’, il nuovo album di Francesco Guccini. Adnkronos, 2. November 2017, abgerufen am 25. Mai 2020 (italienisch).
157. ↑  Massimo Longoni: Roberto Vecchioni, 12 storie per raccontare lʼ“Infinito”: “Ecco lʼessenza della vita”. In: TGcom24. 7. November 2018, abgerufen am 25. Mai 2020 (italienisch).
158. ↑  Chiara Colasanti: «Note di viaggio – capitolo 1: venite avanti…»: chi canta Francesco Guccini? In: VanityFair.it. 14. November 2019, abgerufen am 24. Mai 2020 (italienisch).
159. ↑  Mina, Vasco, Guccini e molti altri cantano ‘Crêuza de mä’ per inaugurazione del ponte di Genova. In: Rollingstone.it. 4. August 2020, abgerufen am 1. Dezember 2022 (italienisch).
160. ↑  Vittorio Comand: “Note di Viaggio – Capitolo 2”: l’ottima idea di non stravolgere Guccini. In: Rockit.it. 9. Oktober 2020, abgerufen am 1. Dezember 2022 (italienisch).
161. ↑  Carlo Moretti: Francesco Guccini, un nuovo disco. Il Maestrone rompe la promessa di non cantare più. In: Repubblica.it. 13. Oktober 2022, abgerufen am 1. Dezember 2022 (italienisch).
162. ↑  Francesco Guccini esce con “Canzoni da intorto”. Ecco la guida ai brani scelti dal cantautore. In: All Music Italia. 17. November 2022, abgerufen am 28. Dezember 2022 (italienisch).
163. ↑  Angela Barwig: Francesco Guccini und die Entwicklung des italienischen Autorenliedes. Lit, Berlin 2008, S. 101.
164. 1 2  Dicono di Guccini… Umberto Eco. Francesco Dafano (Rai), archiviert vom Original am 25. April 2012; abgerufen am 19. Februar 2017.
165. ↑  Angela Barwig: Francesco Guccini und die Entwicklung des italienischen Autorenliedes. Lit, Berlin 2008, S. 144.
166. ↑  Angela Barwig: Francesco Guccini und die Entwicklung des italienischen Autorenliedes. Lit, Berlin 2008, S. 142–147.
167. ↑  Angela Barwig: Francesco Guccini und die Entwicklung des italienischen Autorenliedes. Lit, Berlin 2008, S. 150–158.
168. ↑  Angela Barwig: Francesco Guccini und die Entwicklung des italienischen Autorenliedes. Lit, Berlin 2008, S. 115–125.
169. ↑  Angela Barwig: Francesco Guccini und die Entwicklung des italienischen Autorenliedes. Lit, Berlin 2008, S. 126–133.
170. ↑  Angela Barwig: Francesco Guccini und die Entwicklung des italienischen Autorenliedes. Lit, Berlin 2008, S. 133.
171. ↑  Angela Barwig: Francesco Guccini und die Entwicklung des italienischen Autorenliedes. Lit, Berlin 2008, S. 148–149.
172. ↑  Angela Barwig: Francesco Guccini und die Entwicklung des italienischen Autorenliedes. Lit, Berlin 2008, S. 134.
173. 1 2  Angela Barwig: Francesco Guccini und die Entwicklung des italienischen Autorenliedes. Lit, Berlin 2008, S. 102–103.
174. 1 2 3 4 5  Mariano Prunes: Francesco Guccini, Biography & History. In: Allmusic. Abgerufen am 27. Mai 2020 (englisch).
175. ↑  Paolo Jachia: Francesco Guccini: 40 anni di storie romanzi canzoni. Editori Riuniti, Rom 2002, S. 120.
176. ↑  Felice Liperi: Storia della Canzone italiana. Rai-Eri, 1999, S. 309.
177. ↑  Angela Barwig: Francesco Guccini und die Entwicklung des italienischen Autorenliedes. Lit, Berlin 2008, S. 103–104.
178. ↑  Angela Barwig: Francesco Guccini und die Entwicklung des italienischen Autorenliedes. Lit, Berlin 2008, S. 115.
179. ↑  Guccini, Francesco. In: Enciclopedia Treccani. Abgerufen am 29. Mai 2020 (italienisch).
180. ↑  Giacomo Pellicciotti: Francesco Guccini “Ora canto il G8 di Genova”. In: Repubblica.it. 19. Februar 2004, abgerufen am 19. Februar 2017 (italienisch).
181. ↑  Pierluigi Battista: Il «Secolo», la destra che dice tante cose di sinistra. In: Corriere.it. 4. Juli 2009, abgerufen am 19. Februar 2017 (italienisch).
182. ↑  Michele Smargiassi: Il Mulino a lezione dal professore. In: Repubblica.it. 11. November 2006, abgerufen am 19. Februar 2017.
183. ↑  Gino Castaldo: “Sono un vecchio anarchico che ama ancora la poesia”. In: La Repubblica. 13. Juni 2002 (repubblica.it [abgerufen am 19. Februar 2017]).
184. 1 2  Interview von Federico Vacalebre, in: Il Mattino, 14. März 2007.
185. ↑  Guccini, come nasce una canzone. In: FrancescoGuccini.net. Ehemals im Original (nicht mehr online verfügbar); abgerufen am 19. Februar 2017 (italienisch, Artikel aus Lo Sputo, 1985, S. 17–19.). (Seite nicht mehr abrufbar. Suche in Webarchiven)
186. ↑  Edmondo Berselli: Rosso Guccini. (PDF) 29. Dezember 2000, abgerufen am 19. Februar 2017 (Artikel aus L’Espresso).
187. ↑  Guccini a Prodi: «Resisti, resisti, resisti». In: Corriere.it. 11. November 2006, abgerufen am 19. Februar 2017.
188. ↑  Giorgio Ponzano: Guccini prende la chitarra per SEL. In: ItaliaOggi.it. 23. November 2011, abgerufen am 19. Februar 2017.
189. ↑  Barbara Tomasino: Francesco Guccini: “Non sono renziano ma il mio voto alle europee andrà al PD”. In: HuffingtonPost.it. 12. Mai 2014, abgerufen am 23. Oktober 2014.
190. ↑  Emiliano Liuzzi: Sorpresa, i giovani del Pdl amano Guccini. E lui risponde: “La cosa è involontaria”. In: IlFattoQuotidiano.it. 13. September 2011, abgerufen am 19. Februar 2017.
191. ↑  Andrea Carrugati: Francesco Guccini: “Matteo Renzi ha detto che sono il suo cantante preferito? Sono innocente”. In: HuffingtonPost.it. 19. Oktober 2014, abgerufen am 19. Februar 2017.
192. ↑  Gianni Mura: Il ritorno della Baraldini. Storia di una buona causa. In: Repubblica.it. 25. August 1999, abgerufen am 19. Februar 2017.
193. 1 2 3  Pier Vittorio Tondelli: Un weekend postmoderno. Cronache dagli anni ottanta. Bompiani, 1990, ISBN 88-452-5035-0.
194. ↑  Angela Barwig: ‚Radici‘ – Francesco Guccinis Romane und Erzählungen zwischen der Via Emilia und dem Apennin. In: Felice Balletta, Angela Barwig (Hrsg.): Italienische Erzählliteratur der Achtziger und Neunziger Jahre. Peter Lang, Frankfurt am Main 2003, ISBN 3-631-39368-7, S. 142.
195. ↑  Massimo Cotto: Un altro giorno è andato. Giunti, Florenz 1999, S. 126: „La mia intenzione era epicizzare ogni cosa, anche la più banale, in modo da renderla unica e insostituibile, quasi leggendaria… le favole della nonna non annoiano mai, tant'è che ancora oggi, quando torno in montagna, mi faccio raccontare storie che già conosco a memoria dai vecchi del paese.“
196. ↑  Massimo Cotto: Un altro giorno è andato. Giunti, Florenz 1999, S. 115: „Bologna ‘Parigi in minore, mercati all’aperto, bistrots, della rive gauche l'odore’, perché quando mi spostai da Modena scoprii certi angoli della città, come la già citata piazza Aldrovandi, che mandavano straordinari profumi di Francia, con mercatini all’aperto di frutta e verdure e bancarelle colorate. Io, Parigi, non l’avevo mai vista.“
197. ↑  Stefano Paolo: A lezione dal dott. Guccini, docente di pavanese. In: Corriere della Sera. 27. Oktober 2002, S. 26 (corriere.it (Memento vom 13. November 2012 im Internet Archive) [abgerufen am 19. Februar 2017]).
198. ↑  Angela Barwig: ‚Radici‘ – Francesco Guccinis Romane und Erzählungen zwischen der Via Emilia und dem Apennin. In: Felice Balletta, Angela Barwig (Hrsg.): Italienische Erzählliteratur der Achtziger und Neunziger Jahre. Peter Lang, Frankfurt am Main 2003, ISBN 3-631-39368-7, S. 134.
199. ↑  Massimo Cotto: Un altro giorno è andato. Giunti, Florenz 1999, S. 94: „ecco i fumetti, proibiti da piccolo perché giudicati poco istruttivi. Sono le passioni giovanili della mia generazione.“
200. ↑  Storie dello spazio profondo. In: Tratteggi.com. Archiviert vom Original am 6. Oktober 2007; abgerufen am 19. Februar 2017.
201. ↑  Carmine Treanni: Storie dello spazio profondo. In: Fantascienza.it. 21. Mai 2010, abgerufen am 19. Februar 2017.
202. ↑  Guccini F. / Rubino F.: Vita e morte del brigante Bobino detto Gnicche. Lato Side, Rom 1980.
203. 1 2  Francesco Guccini, biografia. In: MyMovies.it. Abgerufen am 19. Februar 2017.
204. ↑  Angela Barwig: Francesco Guccini und die Entwicklung des italienischen Autorenliedes. Lit, Berlin 2008, S. 10.
205. ↑  Angela Barwig: Francesco Guccini und die Entwicklung des italienischen Autorenliedes. Lit, Berlin 2008, S. 302.
206. ↑  Angela Barwig: Francesco Guccini und die Entwicklung des italienischen Autorenliedes. Lit, Berlin 2008, S. 340–344.
207. ↑  Angela Barwig: Francesco Guccini und die Entwicklung des italienischen Autorenliedes. Lit, Berlin 2008, S. 316.
208. ↑  Angela Barwig: Francesco Guccini und die Entwicklung des italienischen Autorenliedes. Lit, Berlin 2008, S. 322–323.
209. ↑  Angela Barwig: Francesco Guccini und die Entwicklung des italienischen Autorenliedes. Lit, Berlin 2008, S. 348.
210. ↑  Angela Barwig: Francesco Guccini und die Entwicklung des italienischen Autorenliedes. Lit, Berlin 2008, S. 354–361.
211. ↑  Angela Barwig: Francesco Guccini und die Entwicklung des italienischen Autorenliedes. Lit, Berlin 2008, S. 368–376.
212. ↑  Angela Barwig: Francesco Guccini und die Entwicklung des italienischen Autorenliedes. Lit, Berlin 2008, S. 384–402.
213. 1 2 3 4  Chartquellen (Alben):
  - Guido Racca: M&D Borsa Album 1964-2019. Selbstverlag, 2019, ISBN 978-1-09-470500-2, S. 184 (IT bis 1995).
  - Guido Racca & Chartitalia: Top 100 FIMI Album. Lulu, 2013, S. 115 f. (IT 1995–2012).
  - Alben von Francesco Guccini. In: Italiancharts.com. Hung Medien, abgerufen am 20. November 2023 (IT seit 2000).
  - Alben von Francesco Guccini. In: hitparade.ch. Hung Medien, abgerufen am 20. November 2023 (CH seit 1968).
214. ↑  Angela Barwig: Francesco Guccini und die Entwicklung des italienischen Autorenliedes. Lit, Berlin 2008, S. 409.
215. ↑  Angela Barwig: Francesco Guccini und die Entwicklung des italienischen Autorenliedes. Lit, Berlin 2008, S. 93–94.
216. ↑  Angela Barwig: ‚Radici‘ – Francesco Guccinis Romane und Erzählungen zwischen der Via Emilia und dem Apennin. In: Felice Balletta, Angela Barwig (Hrsg.): Italienische Erzählliteratur der Achtziger und Neunziger Jahre. Peter Lang, Frankfurt am Main 2003, ISBN 3-631-39368-7, S. 131.
217. ↑  Fausto Pellegrini: Biografia di Francesco Guccini. In: RaiNews24.it. Archiviert vom Original am 3. April 2012; abgerufen am 19. Februar 2017.
218. ↑  I premi letterari. Città di Alassio, archiviert vom Original (nicht mehr online verfügbar) am 6. April 2019; abgerufen am 19. Februar 2017 (italienisch).  Info: Der Archivlink wurde automatisch eingesetzt und noch nicht geprüft. Bitte prüfe Original- und Archivlink gemäß Anleitung und entferne dann diesen Hinweis.
219. ↑  Giovanni Desideri: Festival Ferré: nella serata conclusiva assegnata la Targa Léo Ferré 2004 a Francesco Guccini. In: IlQuotidiano.it. 6. Juni 2004, abgerufen am 19. Februar 2017 (italienisch).
220. ↑  Marco Peroni: Il Premio Giacosa 2005 assegnato a Francesco Guccini. In: Italianissima.it. 17. August 2005, abgerufen am 19. Februar 2017 (italienisch).
221. ↑  Storico Guccini, in quattromila a cantare! In: RuggeroPegna.it. 25. März 2007, archiviert vom Original am 25. April 2012; abgerufen am 19. Februar 2017.
222. ↑  Mauro Smocovich: Premio Scerbanenco 2007. In: ThrillerMagazine.it. 7. Dezember 2007, abgerufen am 19. Februar 2017 (italienisch).
223. ↑  Premio Letterario Internazionale Ceppo Pistoia. Paolo Fabrizio Iacuzzi, abgerufen am 19. Februar 2017 (italienisch).
224. ↑  Premio Arturo Loria 2008. In: Carpidiem.it. Ehemals im Original (nicht mehr online verfügbar); abgerufen am 19. Februar 2017. (Seite nicht mehr abrufbar. Suche in Webarchiven)
225. ↑  Albo d’oro del Premio Chiara Le Parole della Musica. In: PremioChiara.it. Amici di Piero Chiara, abgerufen am 19. Februar 2017 (italienisch).
226. ↑  Guccini Sig. Francesco – Ufficiale Ordine al Merito della Repubblica Italiana. In: quirinale.it. Abgerufen am 19. Februar 2017.
227. ↑  Carlo Moretti: Guccini, laurea honoris causa “La mia America modenese”. In: Repubblica.it. 21. Mai 2012, abgerufen am 19. Februar 2017 (italienisch).
228. ↑  Chartquellen (Singles):
  - Guido Racca & Chartitalia: Top 100 FIMI Singoli. Lulu, 2013, S. 99 (1997–2012).
  - Archivio classifiche Top Singoli. FIMI, abgerufen am 1. Oktober 2024 (italienisch, ab 2006).

## Liedzitate
1. ↑  «E te li senti dentro quei legami… La casa è come un punto di memoria», aus Radici, Album Radici, 1972 („Und du fühlst jene Bindungen in deinem Inneren … Das Haus ist wie ein Referenzpunkt für die Erinnerung“).
2. ↑  «quell’uomo era il mio volto, era il mio specchio…», aus Amerigo, Album Amerigo, 1978 („der Mann war mein Gesicht, war mein Spiegel …“).
3. ↑  «Piccola città, bastardo posto / appena nato ti compresi o fu il fato che in tre mesi mi spinse via / Piccola città, io ti conosco: nebbia e fumo, non so darvi / il profumo del ricordo che cambia in meglio…», aus Piccola città, Album Radici, 1972 („Kleine Stadt, dreckiger Ort / ich habe dich direkt bei der Geburt begriffen oder war es das Schicksal, das mich nach drei Monaten hinausstieß / Kleine Stadt, ich kenne dich: Nebel und Rauch, ich kann euch / keinen Geruch der Erinnerung geben, der sich zum Besseren wandelt …“).
4. ↑  «se penso a un giorno o a un momento / ritrovo soltanto malinconia / e tutto un incubo scuro, un periodo di buio gettato via… / …mia nemica strana sei lontana… / io, la montagna nel cuore / scoprivo l’odore del dopoguerra», aus Piccola città, Album Radici, 1972 („wenn ich an einen Tag oder einen Moment zurückdenke, finde ich nur Melancholie vor / und alles ist ein dunkler Albtraum, eine finstere verlorene Zeit … / … du bist fern, meine seltsame Feindin … / mit den Bergen im Herzen / entdeckte ich den Geruch der Nachkriegszeit“).
5. ↑  «Ed io, burattinaio di parole / perché mi perdo dietro a un primo sole / perché mi prende quest’assurda nostalgia?», aus Samantha, Album Parnassius Guccinii, 1993 („Und ich, ein Puppenspieler mit Worten / warum verliere ich mich in einem Sonnenaufgang / warum ergreift mich diese absurde Nostalgie?“).
6. ↑  «di discussioni, Caroselli, eroi, cos’è rimasto dimmelo un po’ tu», aus Eskimo, Album Amerigo, 1978 („von Diskussionen, Caroselli, Helden, was ist geblieben, sag es mir doch“).
7. ↑  «un’esistenza andata in tanti giorni uguali e duri / E ancora mi domando / se sia stato mai felice / Se è stato sufficiente / sopravvivere a se stesso», aus Il pensionato, Album Via Paolo Fabbri 43, 1976 („eine Existenz, die im Lauf von vielen gleichförmigen und harten Tagen vergangen ist / Und noch immer frage ich mich / ob er jemals glücklich war / Ob es ihm genügte / sich selbst zu überleben“).
8. ↑  «Città assurda, città strana / di questo imperatore sposo di puttana, / di plebi smisurate, labirinti ed empietà, / di barbari che forse sanno già la verità, / di filosofi e di eteree, sospesa tra due mondi, e tra due ere…», aus Bisanzio, Album Metropolis, 1981 („Absurde, seltsame Stadt / von diesem Kaiser, verheiratet mit einer Hure, / von unsäglichem Pöbel, von Irrgängen und Frevelhaftigkeit, / von Barbaren, die vielleicht schon die Wahrheit kennen, / von Philosophen und Himmlischen, du Stadt zwischen zwei Welten, zwischen zwei Zeitaltern“).
9. ↑  «Bologna per me provinciale Parigi minore… Bologna ombelico di tutto, mi spingi a un singhiozzo e ad un rutto / rimorso per quel che m’hai dato, che è quasi ricordo, e in odor di passato…», aus Bologna, Album Metropolis, 1981 („Bologna für mich Provinzler ein kleines Paris … Bologna Nabel von allem, du drängst mich zu einem Schluchzen und einem Rülpsen / Schuldgefühl wegen dem, was du mir gegeben hast, das beinahe Erinnerung ist, mit dem Geruch des Vergangenen …“).
10. ↑  «il mondo sognante e misterioso di Paperino», aus Amerigo, Album Amerigo, 1978 („die verträumte und geheimnisvolle Welt von Donald Duck“).
11. ↑  «Ridesti nel vedermi grande e grosso coi fumetti», aus Canzone delle situazioni differenti, Album Stanze di vita quotidiana, 1974 („du hast gelacht, als du meine Prahlerei mit den Comics gesehen hast“).
12. ↑  «e io danzo con Snoopy e con Linus», aus Via Paolo Fabbri 43, Album Via Paolo Fabbri 43, 1976 („und ich tanze mit Snoopy und Linus“).

| Personendaten    | Personendaten                                                                            |
| ---------------- | ---------------------------------------------------------------------------------------- |
| NAME             | Guccini, Francesco                                                                       |
| KURZBESCHREIBUNG | italienischer Cantautore (Liederdichter), Schriftsteller und gelegentlicher Schauspieler |
| GEBURTSDATUM     | 14. Juni 1940                                                                            |
| GEBURTSORT       | Modena                                                                                   |